# Cách mạng Tháng Mười
Cách mạng Tháng Mười, còn được gọi là Cách mạng xã hội chủ nghĩa Tháng Mười vĩ đại trong các sử liệu Liên Xô; các tên gọi khác được sử dụng rộng rãi trong giới sử học trong và ngoài nước: Cuộc đảo chính Tháng Mười, Khởi nghĩa Bolshevik, Khởi nghĩa Tháng Mười, "Tháng Mười đỏ", "Tháng Mười vĩ đại", là một cuộc cách mạng nổ ra ở Petrograd vào ngày 25 tháng 10 năm 1917 theo Lịch Julius được dùng ở Nga lúc bấy giờ, tức ngày 7 tháng 11 theo Lịch Gregorius, kết quả là lật đổ Chính phủ Lâm thời và thiết lập chính quyền Xô viết. Trong giới sử học, sự kiện này được xem xét hoặc là một sự kiện lịch sử độc lập, hoặc là sự tiếp nối của Cách mạng Tháng Hai.
Chính phủ Lâm thời đã bị lật đổ trong cuộc khởi nghĩa vũ trang diễn ra từ ngày 25 đến ngày 26 tháng 10 (theo lịch cũ, tức ngày 7 đến ngày 8 tháng 11 theo lịch mới) tại Petrograd. Những người tổ chức chính cuộc khởi nghĩa này là Vladimir Lenin, Lev Trotsky, Yakov Sverdlov, Vladimir Antonov-Ovseyenko, Pavel Dybenko, Lev Kamenev, Nikolai Podvoisky và những người khác. Việc chỉ đạo trực tiếp việc giành chính quyền được thực hiện bởi Ủy ban Quân sự Cách mạng Xô viết Petrograd, trong đó cũng bao gồm các đảng viên Cách mạng Xã hội cánh tả. Kết quả cuộc khởi nghĩa vũ trang, chính quyền đã được chuyển giao cho một chính phủ mới được thành lập bởi Đại hội Xô viết Toàn Nga lần thứ II, với đa số tuyệt đối các đại biểu là những người Bolshevik (Đảng Công nhân Xã hội Dân chủ Nga (Bolshevik)) và các đồng minh là những người Cách mạng Xã hội cánh tả, được sự ủng hộ từ một số tổ chức dân tộc, một bộ phận nhỏ những người Menshevik quốc tế và một số nhà vô chính phủ. Vào tháng 11 năm 1917, chính phủ mới cũng nhận được sự ủng hộ của đa số đại biểu tại Đại hội Bất thường các Đại biểu Nông dân.
Kết quả cuộc cách mạng, cơ cấu kinh tế-xã hội nước Nga đã thay đổi một cách căn bản. Xã hội tư bản chủ nghĩa bị phá vỡ một cách bạo lực, và một hướng đi mới được thiết lập nhằm xây dựng chủ nghĩa xã hội. Những thay đổi toàn cầu trong hệ thống quan hệ quốc tế đã diễn ra, các quá trình cách mạng và phong trào giải phóng dân tộc trên thế giới cũng được đẩy nhanh..

## Tên gọi
Cuộc khởi nghĩa bắt đầu vào ngày 25 tháng 10 năm 1917 theo lịch Julius, được sử dụng tại Nga vào thời điểm đó. Mặc dù lịch Gregory (lịch mới) đã được áp dụng từ tháng 2 năm 1918 và kỷ niệm đầu tiên (cũng như các kỷ niệm sau này) được tổ chức vào ngày 7-8 tháng 11, cuộc cách mạng vẫn được gắn liền với tháng 10, điều này đã được phản ánh trong tên gọi cuộc cách mạng.
Ngay từ đầu, những người Bolshevik và các đồng minh đã gọi sự kiện tháng 10 là "cách mạng". Ví dụ, tại cuộc họp Xô viết Petrograd các đại biểu công nhân và binh lính vào ngày 25 tháng 10 (7 tháng 11) năm 1917, Lenin đã tuyên bố nổi tiếng: "Các đồng chí! Cuộc cách mạng công nhân và nông dân, điều mà những người Bolshevik đã luôn nói về sự cần thiết của nó, đã thành công!". Và sau đó ông còn nhấn mạnh thêm: "Trong luật được ban hành bởi chính phủ của chúng ta vào ngày 26 tháng 10 (theo lịch cũ) năm 1917, ngay ngày hôm sau cuộc cách mạng".
Thuật ngữ "Cách mạng Tháng Mười vĩ đại" lần đầu tiên xuất hiện trong tuyên ngôn được Fyodor Raskolnikov công bố nhân danh phe Bolshevik tại Quốc hội Lập hiến. Đến cuối những năm 1930, thuật ngữ "Cách mạng Xã hội Chủ nghĩa Tháng Mười vĩ đại" (tiếng Nga: Великая Октябрьская социалистическая революция) đã được khẳng định trong sử học chính thống Liên Xô. Trong thập kỷ đầu tiên sau cách mạng, sự kiện này thường được gọi là "Cuộc đảo chính Tháng Mười" (tiếng Nga: Октябрьским переворотом), và tên gọi này không mang ý nghĩa tiêu cực (ít nhất là trong cách nói của chính những người Bolshevik) và được coi là mang tính khoa học hơn trong khái niệm về một cuộc cách mạng thống nhất năm 1917. Vladimir Lenin, trong bài phát biểu tại phiên họp Ủy ban Chấp hành Trung ương toàn Nga (VTsIK) ngày 24 tháng 2 năm 1918, đã nói: "Đương nhiên, nói với công nhân, nông dân và binh sĩ là một việc thích thú và dễ dàng, và được chứng kiến bước tiến của Cuộc đảo chính Tháng Mười là một điều thích thú và dễ dàng...". Thuật ngữ này cũng xuất hiện trong các tác phẩm của Lev Trotsky, Anatoly Lunacharsky, Dmitry Furmanov, Nikolai Bukharin, Mikhail Sholokhov; và trong bài viết của Stalin nhân kỷ niệm một năm Cách mạng Tháng Mười (1918), một phần bài viết có tiêu đề "Về cuộc đảo chính Tháng Mười" (tiếng Nga: Об октябрьском перевороте). Tuy nhiên, sau này, từ "đảo chính" bắt đầu được liên kết với âm mưu và việc giành chính quyền bởi một nhóm nhỏ (tương tự như các cuộc đảo chính cung đình), khái niệm về hai cuộc cách mạng riêng biệt được củng cố, và thuật ngữ này đã bị loại bỏ khỏi sử học chính thống. Thay vào đó, cụm từ "đảo chính Tháng Mười" bắt đầu được sử dụng rộng rãi với ý nghĩa tiêu cực trong các tác phẩm văn học phê phán chính quyền Xô viết: trong các nhóm người di cư và bất đồng chính kiến, và kể từ thời kỳ Perestroika (cải tổ), nó cũng xuất hiện trong báo chí hợp pháp. Thuật ngữ "đảo chính Tháng Mười" vẫn được sử dụng trong một số ấn phẩm khoa học hiện đại, chẳng hạn như trong sách giáo khoa "Lịch sử Nga. Thế kỷ XX" do Andrei Zubov biên soạn (2009) hoặc trong tập 5 bộ từ điển "Nhà văn Nga. 1800–1917" (2007). Triết gia Anatoly Butenko sử dụng cụm từ "cuộc đảo chính cách mạng".

## Bối cảnh

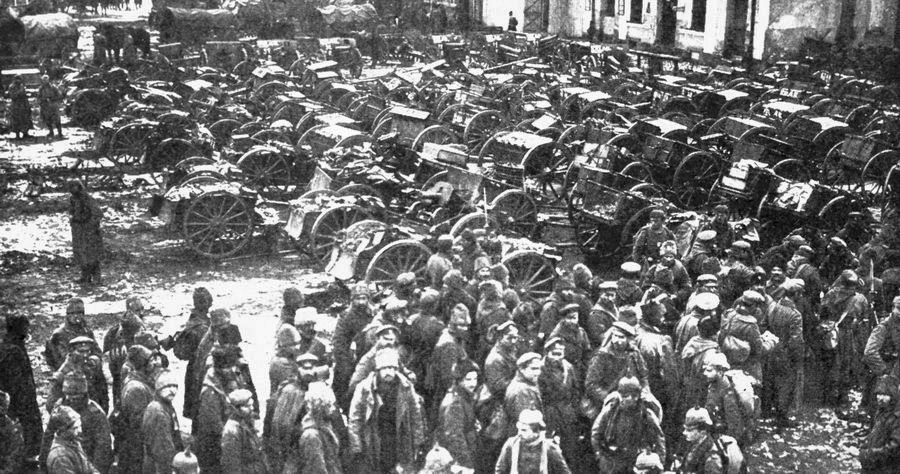
Tù nhân Nga trong trận Tannenberg, nơi quân Đức tiêu diệt Tập đoàn quân số 2 của Nga.

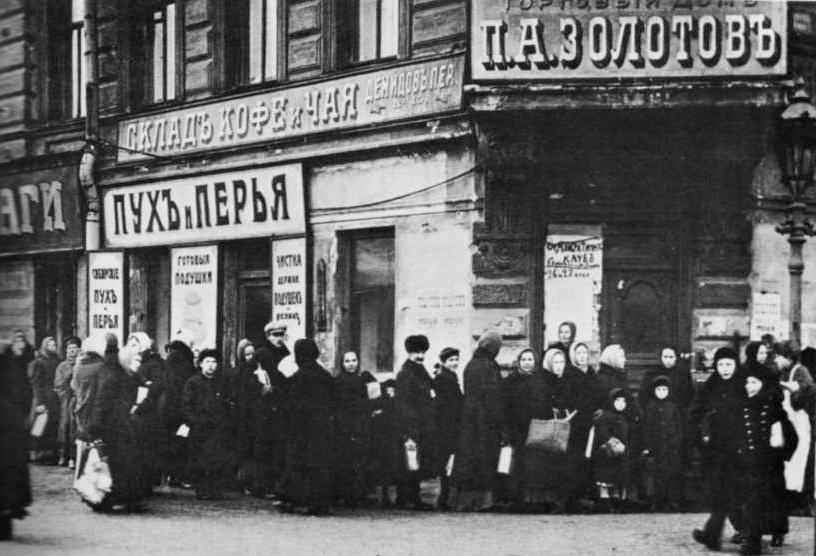
Hàng dài người xếp hàng mua bánh mì ở Petrograd vào đầu năm 1917.

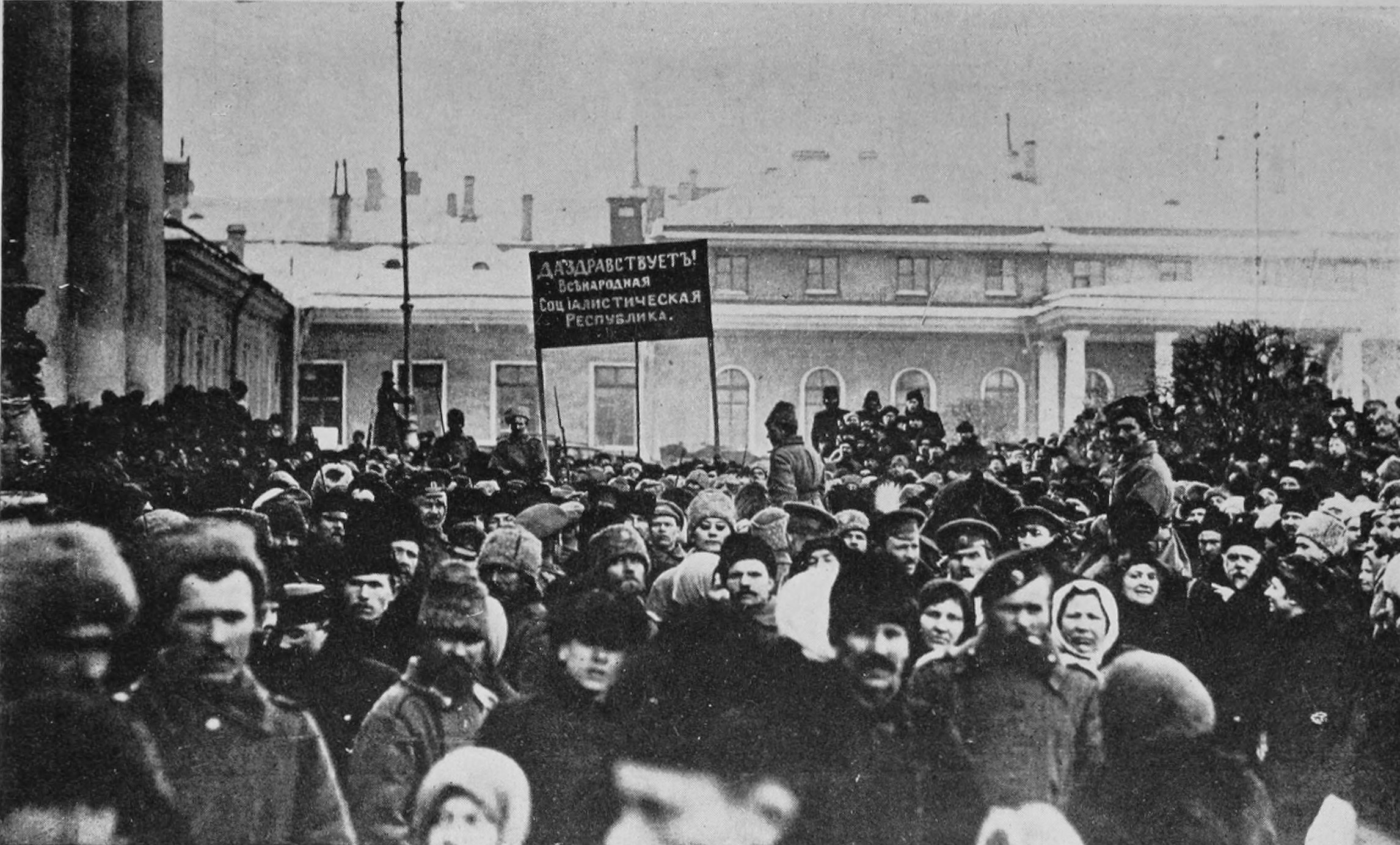
Biểu tình ủng hộ nền cộng hòa ở Petrograd, tháng 3 năm 1917.

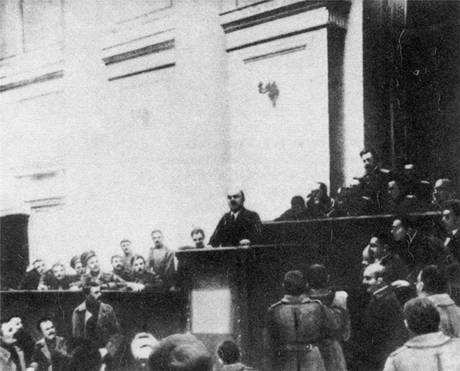
Bài phát biểu của Lenin với Luận cương tháng Tư trên diễn đàn Xô viết Đại biểu công nhân và binh lính Petrograd. Ngày 4 tháng 4 năm 1917.

Trước Cách mạng Tháng Mười, nước Nga dưới thời Sa Hoàng đã tham gia Chiến tranh thế giới thứ nhất. Đó là một trong những cuộc chiến tranh quyết liệt, quy mô to lớn trong lịch sử nhân loại. Chiến tranh thế giới thứ nhất xảy ra giữa hai khối liên minh quân sự, được hình thành sau thế kỷ XIX. Một bên là liên minh ba Đế quốc: Anh, Pháp và Nga, còn gọi là khối Hiệp ước, sau này thêm Hoa Kỳ, bên kia là các Đế quốc mới nổi: Đức, Áo-Hung, Ottoman. Theo sự phân tích của Lenin, nguyên cớ dẫn đến cuộc chiến này là do sự lớn mạnh của Đế quốc Đức, khiến nước này tham vọng chiếm lĩnh thuộc địa và chia lại thị trường thế giới. Nhưng tham vọng này gặp phải sự phản kháng của các nước Anh, Pháp và Nga.  Các đế quốc già này về cơ bản đã chiếm lĩnh các thuộc địa bao la khắp thế giới và muốn duy trì quyền thống trị của mình, không muốn chia phần cho những thế lực mới nổi như Đức. Sự mâu thuẫn mang tính chất đế quốc chủ nghĩa đòi hỏi một cuộc chiến tranh để phân ngồi thứ, lập lại trật tự thế giới. Với mục đich thể hiện sức mạnh và giành thuốc địa, các nước đế quốc châu Âu đã gây ra chiến tranh thế giới lần thứ nhất kéo dài từ năm 1914 đến năm 1918. Kết quả không có một quốc gia châu Âu nào giành chiến thắng trong cuộc chiến này, tất cả đều chịu tổn hại nặng nề về người và của. Và điều quan trọng, cuộc chiến đã làm sụp đổ các đế chế hùng mạnh của châu Âu và thế giới lúc đó.
Với Đế quốc Nga, lệnh điều động người tham gia nhập ngũ đã làm cho sản xuất nông nghiệp thiếu nhân lực nghiêm trọng, khiến nền kinh tế ngày càng suy thoái. Nạn mất mùa đói kém xảy ra khắp nơi, sản xuất công nghiệp cũng đình đốn, nạn thất nghiệp tăng nhanh, nền tài chính Nga lâm vào tình trạng khủng hoảng. Để có tiền chi dùng cho cuộc chiến, triều đình liên tục trưng thu những loại thuế mới, và tổ chức bán quốc trái cho nhân dân. Quân lính Nga ngoài mặt trận chịu những tổn thất, thương vong lớn khiến họ căm thù tầng lớp sĩ quan quý tộc, mâu thuẫn của quân đội Nga rất lớn. Đến năm 1917, người dân Nga đã quá căm giận giới cầm quyền, không chịu được gánh nặng chiến tranh.
Ngày 8/3/1917 (tức 23/2 theo lịch cũ Julius của Nga), Cách mạng Tháng Hai đã nổ ra. Cách mạng Tháng Hai về tính chất là cuộc cách mạng dân chủ tư sản kiểu mới có sự tham gia lãnh đạo của giai cấp vô sản (Đảng Bolshevik) do Lenin lãnh đạo. Cách mạng tháng Hai đã lật đổ chế độ quân chủ chuyên chế của các Sa Hoàng trị vì hơn 300 năm ở nước Nga.
Sau Cách mạng Tháng Hai, tình hình nước Nga tồn tại song song hai chính quyền đó là: chính phủ lâm thời của giai cấp tư sản và chính quyền của các Xô viết đại biểu công nhân và binh lính. Trên thực tế sau khi nắm được chính quyền, chính phủ lâm thời đã không giải quyết những vấn đề đã hứa trước đó như vấn đề ruộng đất của nông dân, việc làm cho công nhân, tình trạng thiếu lương thực và nhất là quyết theo đuổi chiến tranh đế quốc đến cùng.
Trái với kỳ vọng của người dân Nga, lãnh đạo chính phủ lâm thời là Alexander Kerensky vẫn muốn nước Nga tiếp tục tham gia Thế chiến thứ nhất để tranh giành quyền lực với Đế quốc Đức và Đế quốc Áo – Hung, bất kể việc đất nước đã trở nên kiệt quệ và thương vong của binh sĩ đã quá lớn (tới giữa năm 1917, gần 2 triệu lính Nga đã tử trận và khoảng 5 triệu bị thương). Tâm lý phản chiến dâng cao trong binh sỹ, người dân ở hậu phương cũng bất bình vì hy vọng có được hòa bình đã tan vỡ.
Trong hoàn cảnh đó, lãnh tụ của Đảng Bolshevik, Vladimir Ilyich Lenin từ Thụy Sĩ trở về nhà ga Phần Lan ngày 3 tháng 4 năm 1917 đã nhận được sự ủng hộ rất lớn của nhân dân Petrograd. Ngày 4 tháng 4 năm 1917, Lenin đọc một bài phát biểu quan trọng có nhan đề "Những nhiệm vụ của giai cấp vô sản trong cuộc cách mạng hiện nay". Bản báo cáo này đã đi vào lịch sử với tên gọi "Luận cương tháng Tư" chỉ ra con đường chuyển từ cách mạng dân chủ tư sản sang cách mạng xã hội chủ nghĩa. Lenin chỉ rõ rằng cần phải chấm dứt tình trạng 2 chính quyền song song tồn tại bằng cách chuyển giao chính quyền về tay các Xô viết: "Điều độc đáo trong thời sự nước Nga chính là bước quá độ từ giai đoạn thứ nhất của cách mạng là giai đoạn đã đem lại chính quyền cho giai cấp tư sản tiến lên giai đoạn thứ hai của cách mạng là giai đoạn phải đem lại chính quyền cho giai cấp vô sản và cho những tầng lớp nghèo trong nông dân". Về phương pháp đấu tranh, Lenin viết: "Vũ khí ở trong tay nhân dân, không có sự cưỡng bức nào từ bên ngoài đối với nhân dân, đó là thực chất của sự vật. Điều đó cho phép và bảo đảm sự phát triển và hòa bình của cách mạng". Tuy nhiên, Lenin cũng chỉ rõ phải sẵn sàng chuyển sang khởi nghĩa vũ trang một khi hoàn cảnh thay đổi, nếu các Xô viết bị tấn công.
Sau bản Luận cương tháng Tư của Lenin, dưới sự lãnh đạo cảu Đảng Bolshevik, đông đảo các tầng lớp nhân dân đã thực hiện rất nhiều các cuộc xuống đường biểu tình với khẩu hiểu "Tất cả chính quyền về tay các Xô Viết", "Hòa bình, ruộng đất, bánh mì". Từ mùa thu năm 1917, nước Nga tiếp tục lún sâu cuộc khủng hoảng trầm trọng, nạn đói đã xảy ra ở nhiều vùng trên khắp đất nước nhất là tại các thành phố. Ngoài mặt trận, quân đội Nga tan rã hàng loạt, quân đội Đức liên tiếp chiếm được nhiều vùng lãnh thổ của Nga. Trong hoàn cảnh đó, người dân Nga ngày càng bất mãn với chính quyền lâm thời.
Ngày 18 tháng 6 (1 tháng 7), phái Menshevik và Đảng Cách mạng Xã hội Cánh tả đã âm mưu tổ chức một cuộc biểu tình quần chúng để biểu dương lực lượng nhưng phái Bolshevik đã tham gia cuộc biểu tình này và biến nó thành cuộc biểu tình ủng hộ đường lối Bolshevik với các khẩu hiệu: "Đả đảo chiến tranh", "Tất cả chính quyền về tay các Xô viết".
Ngoài mặt trận, Cuộc tổng tấn công của Kerensky, một chiến dịch tổng tấn công lớn của quân Nga theo lệnh của Chính phủ lâm thời vào liên quân Đức, Áo-Hung đã thất bại nặng nề với 60.000 binh lính Nga bị bắt hoặc bị giết, hơn 200.000 người bị thương. Tin thất bại gây sự căm phẫn và bất bình rất lớn trong nhân dân Nga.
Ngày 3 tháng 7, hơn 500.000 nhân dân Petrograd xuống đường biểu tình đòi chuyển giao chính quyền về tay Xô viết nhưng Chính phủ lâm thời đã từ chối và ra lệnh cho binh lính bắn vào đoàn biểu tình, làm hơn 1.000 người chết và 2.000 người bị thương. Sau đó, Chính phủ Lâm thời công khai đàn áp các phong trào đấu tranh của quần chúng, khủng bố các Xô Viết. Các nhà in và nhà báo bị cấm đưa tin về vụ đàn áp. Chính phủ ra lệnh truy nã Lenin để đưa ra tòa, các đơn vị cách mạng bị tước khí giới hoặc bị đẩy ra mặt trận. Lenin rút vào hoạt động bí mật tại vùng Pazzliv, Phần Lan. Từ nơi hoạt động bí mật, Lenin thường xuyên chỉ đạo phong trào cách mạng trong nước. Lenin vạch rõ thời kỳ đấu tranh hòa bình đã chấm dứt, các lực lượng cách mạng ở nước Nga phải tích cực chuẩn bị để tiến hành khởi nghĩa vũ trang giành chính quyền.
Vào đầu mùa thu năm 1917, sau thất bại của cuộc đảo chính Kornilov, cuộc khủng hoảng kinh tế ở Nga trở nên trầm trọng hơn. Tại thủ đô, tình trạng thất nghiệp, thiếu hụt nhiên liệu và thực phẩm, cùng với lạm phát ngày càng tồi tệ. Đối với đa số người dân, điều kiện sống ngày càng suy giảm, trong khi Chính phủ lâm thời dường như chỉ thực hiện các biện pháp quản lý đơn thuần. Giữa cuộc khủng hoảng này, uy tín của Chủ tịch Chính phủ lâm thời, Aleksandr Kerensky, sụp đổ: phe cánh hữu cho rằng ông đã phản bội Kornilov, còn phe cánh tả và quần chúng ở thủ đô lại coi ông là đồng lõa trong âm mưu phản cách mạng. Thất bại của Kornilov chủ yếu mang lại lợi ích cho Đảng Bolshevik, nhưng thực tế tâm lý quần chúng lại nghiêng về việc thành lập một chính phủ Xô viết mới tập hợp các dòng tư tưởng xã hội chủ nghĩa khác nhau, chứ không phải một chính quyền chỉ do Đảng Bolshevik nắm giữ. Xu hướng này được phản ánh trong vô số nghị quyết được thông qua sau thất bại của Kornilov.
Sự cực đoan hóa của quần chúng được phản ánh qua việc phe ôn hòa mất quyền kiểm soát các Xô viết quan trọng trên khắp đất nước. Xô viết Moskva rơi vào tay những người Bolshevik vào ngày 5 tháng 9 (lịch Julius), trong khi Xô viết Petrograd cũng chuyển sang sự kiểm soát của họ vào ngày 25 tháng 9 (lịch Julius), sau nhiều thất bại liên tiếp của phe ôn hòa trong các cuộc bỏ phiếu. Trotsky, vừa được thả khỏi nhà tù, đã được bầu làm Chủ tịch Xô viết thủ đô. Hơn một trăm Xô viết trên khắp đất nước yêu cầu Ủy ban Chấp hành Trung ương Toàn Nga (VTsIK) — khi đó vẫn do những người xã hội chủ nghĩa ôn hòa kiểm soát — giành lấy chính quyền, trong khi tại các địa phương quan trọng khác, những người Bolshevik cũng giành được đa số trong các Xô viết địa phương. Hạm đội Baltic, lực lượng quân sự quan trọng gần thủ đô, thể hiện rõ sự phản đối đối với Kerensky. Nông dân ở khu vực Petrograd bầu một đại diện Bolshevik tham dự Hội nghị Dân chủ sắp tới. Ở các thành phố lớn, sự ủng hộ dành cho những người Bolshevik gia tăng đáng kể.
Tại Hội nghị Dân chủ được triệu tập ngay sau đó để thảo luận về vấn đề chính phủ nào nên thay thế chính phủ lâm thời được Kerensky thành lập trong cuộc đảo chính, Đảng Bolshevik tiếp tục bảo vệ quan điểm chấm dứt mọi liên minh với các thành phần tư sản và thành lập một chính phủ hoàn toàn theo đường lối xã hội chủ nghĩa, quan điểm này được Kamenev và Trotski ủng hộ. Mặc dù có sự khác biệt giữa hai người — Trotsky coi chính phủ mới là bước đầu tiên để chuyển giao quyền lực cho các Xô viết, trong khi Kamenev coi đó là cách để đảm bảo việc triệu tập Quốc hội Lập hiến — cả hai vẫn tin tưởng vào khả năng đẩy mạnh cách mạng bằng các phương pháp hòa bình. Quan điểm này, vốn được Lenin ủng hộ trước đó, đã bị lung lay nghiêm trọng khi ông bất ngờ thay đổi thái độ trong hai bức thư gửi Ban Chấp hành Trung ương Đảng Bolshevik vào ngày 15 tháng 9 (theo lịch Julius)/28 tháng 9 (theo lịch Gregory), trong đó ông bác bỏ đường lối ôn hòa và kêu gọi một cuộc nổi dậy ngay lập tức. Ban Chấp hành Trung ương, ngạc nhiên trước lập trường mới này, quyết định phớt lờ yêu cầu của Lenin và giữ bí mật về quan điểm của ông để không làm suy yếu tinh thần hòa giải giữa các phe xã hội chủ nghĩa, vốn đã được củng cố sau cuộc đối đầu với Kornilov.
Trước sự phản đối của đa số thành viên Ban Chấp hành Trung ương Bolshevik về việc chấp nhận yêu cầu của ông về việc tiến hành một cuộc khởi nghĩa vũ trang và nắm quyền lực, Lenin đã đệ đơn từ chức khỏi Ban Chấp hành Trung ương, nhưng việc này không có hiệu lực. Vào giữa tháng 10, ông đã đẩy mạnh chiến dịch ủng hộ việc giành quyền lực ngay lập tức, cả trong nội bộ đảng lẫn trong quần chúng, thông qua nhiều bài viết biện minh cho lập trường của mình dựa trên tình hình quốc gia và quốc tế (sự gia tăng ủng hộ dành cho phe Bolshevik, tình trạng cách mạng sôi sục ở nông thôn, các cuộc bạo động trong quân đội Đức, v.v.).
Quyết định cuối cùng của Hội nghị cho phép Kerensky thành lập một chính phủ mới với sự tham gia của các bộ trưởng từ đảng Kadet và các nhóm tự do khác đã không khiến Ban Chấp hành Trung ương đáp lại lời kêu gọi của Lenin về việc nổi dậy ngay lập tức chống lại chính phủ đó, nhưng buộc họ phải suy nghĩ lại về lập trường của mình. Sau khi nỗ lực thành lập một chính phủ xã hội chủ nghĩa tại Hội nghị thất bại, đa số thành viên Ban Chấp hành Trung ương bắt đầu đặt hy vọng vào việc đạt được mục tiêu này tại Đại hội Xô viết sắp tới. Đối với những người cực đoan, đại hội có thể chuyển giao quyền lực cho một chính phủ cánh tả sẽ nhanh chóng thực hiện các biện pháp triệt để. Đối với những người Bolshevik ôn hòa hơn, chính phủ lâm thời mới này sẽ đảm bảo việc bầu cử và triệu tập Quốc hội Lập hiến. Xô viết Petrograd đã lên án Hội đồng Bộ trưởng mới là "Chính phủ của một cuộc nội chiến", từ chối ủng hộ nó và tuyên bố rằng Đại hội Xô viết sắp tới sẽ thành lập một chính phủ "thực sự cách mạng". Phái đoàn Bolshevik đã rời khỏi Quốc hội Lâm thời, bắt đầu chiến dịch vận động ủng hộ việc thành lập một chính phủ mới và lên án Kerensky cùng những người ủng hộ ông.

## Chuẩn bị

### Trung ương Đảng Bolshevik và thiếu tổ chức
Mặc dù Vladimir Lenin mong muốn Đảng Bolshevik ngay lập tức nắm quyền, nhưng các báo cáo về thái độ của công nhân và binh lính — sẵn sàng ủng hộ việc chuyển giao quyền lực cho các Xô viết, nhưng không muốn nổi dậy chỉ vì đảng Bolshevik — đã khiến ban lãnh đạo Bolshevik tập trung nỗ lực vào việc đảm bảo rằng Đại hội Xô viết Toàn Nga lần thứ hai sẽ tiến hành chuyển giao quyền lực chính phủ cho các Xô viết. Phần lớn ban lãnh đạo đảng ủng hộ việc giành chính quyền trong khuôn khổ Đại hội Xô viết (người đại diện chính cho quan điểm này là Leon Trotsky), và ngay cả trong Ban Chấp hành Trung ương, một bộ phận đáng kể, đứng đầu là Kamenev và Zinoviev, lo ngại trước lời kêu gọi khởi nghĩa của Vladimir Lenin. Nhóm này cho rằng tình hình chưa chín muồi cho một cuộc khởi nghĩa vũ trang và muốn dựa vào các Xô viết cùng Quốc hội Lập hiến tương lai để thúc đẩy cách mạng. Họ lập luận rằng một cuộc đảo chính sẽ khiến toàn bộ giai cấp tư sản đoàn kết chống lại chính phủ mới, làm suy yếu khả năng đối đầu quân sự với Đức, và sẽ không nhận được sự ủng hộ quyết liệt từ giai cấp vô sản toàn thế giới. Mặc dù cuối cùng Lenin đã thuyết phục được về sự cần thiết của một cuộc nổi dậy, nhưng không có ngày cụ thể được ấn định, và Ban Chấp hành Trung ương vẫn chia rẽ sâu sắc.
Vladimir Lenin tin rằng không nên chần chừ mà cần phải nắm quyền ngay lập tức. Để biện minh cho hành động này, ông đưa ra nhiều lý do: việc ký kết hòa bình sắp diễn ra giữa các bên tham chiến trong Thế chiến thứ nhất, mà theo ông, chỉ là sự thỏa thuận giữa các cường quốc đế quốc; Kerensky đang chuẩn bị kế hoạch giao nộp thủ đô cho người Đức; nguy cơ một cuộc đảo chính mới từ cánh hữu đang được chuẩn bị tương tự như cuộc đảo chính thất bại của Kornilov; và niềm tin rằng cách mạng Nga và cách mạng thế giới có thể thành công với rất ít đổ máu. Thực tế, tình hình Chính phủ Lâm thời rất nghiêm trọng và đang nhanh chóng mất uy tín. Ở mặt trận phía Bắc, gần thủ đô, vô cùng thảm khốc, và Kerensky không thể chắc chắn về lòng trung thành của lực lượng đồn trú tại Petrograd. Tình trạng thiếu nhiên liệu và lương thực khiến lạm phát ngày càng gia tăng. Sự thờ ơ từ quần chúng có thể nhanh chóng chuyển thành sự phản kháng, và Chính phủ không thể trông cậy vào sự ủng hộ hiệu quả từ Ủy ban Chấp hành Trung ương toàn Nga (VTsIK), vốn bị cô lập khỏi quần chúng. Xô viết Petrograd đã nằm trong tay những người Bolshevik, dưới sự lãnh đạo của Leon Trotsky.
Vào ngày 24 tháng 9 theo lịch Julius (7 tháng 10 theo lịch Gregory), Đảng Bolshevik quyết định tập trung vào việc thay thế ban lãnh đạo của càng nhiều Xô viết càng tốt, vốn từ mùa xuân đã bị các nhà xã hội chủ nghĩa ôn hòa kiểm soát, và Đảng Bolshevik muốn giành quyền kiểm soát thông qua các cuộc bầu cử. Những người Cách mạng Xã hội cánh tả cũng áp dụng chiến lược này. Một phần lý do cho sự huy động lực lượng của các đảng phái cánh tả cấp tiến trước thềm Đại hội Xô viết là do những tin đồn dai dẳng về khả năng xảy ra một cuộc phản cách mạng hoặc việc hủy bỏ Đại hội này, mà những người xã hội chủ nghĩa ôn hòa chỉ miễn cưỡng chấp nhận triệu tập. Vào ngày 7 tháng 10 theo lịch Julius (20 tháng 10 theo lịch Gregory), Vladimir Lenin trở lại thủ đô, và những người Bolshevik rút khỏi Quốc hội Lâm thời. Leon Trotsky đưa ra một quyết định then chốt khi tận dụng tin đồn rằng Chính phủ Lâm thời sẽ từ bỏ thủ đô để giải thích cho việc giành quyền kiểm soát đơn vị đồn trú tại thủ đô và cung cấp vũ khí cho công nhân như các biện pháp phòng thủ chống lại kẻ thù của cách mạng, cả bên ngoài (người Đức) lẫn bên trong (những kẻ phản cách mạng). Bốn ngày sau, tại Đại hội Xô viết khu vực phía Bắc, Leon Trotsky công khai những nghi ngờ của mình nhằm thu hút sự ủng hộ của quân đội đóng gần thủ đô. Tại Đại hội này, sự ủng hộ áp đảo dành cho những người Bolshevik từ khu vực gần thủ đô và từ các lực lượng đóng quân xung quanh Petrograd đã trở nên rõ ràng. Trong khi đó, những người Bolshevik phản đối cuộc khởi nghĩa đã tiến hành một chiến dịch trình bày các luận điểm của họ chống lại việc nổi dậy vũ trang.
Vladimir Lenin trở về từ Phần Lan đến thủ đô, gặp gỡ Ban Chấp hành Trung ương Bolshevik vào ngày 10 tháng 10 theo lịch Julius (23 tháng 10 theo lịch Gregory) và thuyết phục được Ban Chấp hành Trung ương thông qua một cuộc khởi nghĩa vũ trang chống lại Chính phủ, nhưng không ấn định ngày cụ thể cũng như không thực hiện trước khi Đại hội Xô viết diễn ra. Quyết định được thông qua, mang tính chất mơ hồ, đã làm gia tăng sự chia rẽ nội bộ trong đảng giữa những người ủng hộ quan điểm của Lenin về việc nổi dậy ngay lập tức, những người muốn giành chính quyền bằng cách tận dụng Đại hội Xô viết hoặc như một phản ứng trước cuộc tấn công từ Chính phủ, và phe ôn hòa hơn, phản đối hoàn toàn kế hoạch giành chính quyền, đứng đầu là Kamenev. Trong những ngày sau cuộc họp của Ban Chấp hành Trung ương, không có kế hoạch cụ thể nào cho một cuộc khởi nghĩa ngay lập tức, và các cán bộ Bolshevik không sẵn sàng tiến hành do thiếu tổ chức và sự chỉ đạo. Không có kế hoạch nào để kiểm soát các tuyến liên lạc và mạng lưới giao thông, và các đội Cận vệ Đỏ, ngày càng ủng hộ những người Bolshevik, cũng không có một bộ chỉ huy thống nhất tại Petrograd.
Vào ngày 12 tháng 10 theo lịch Julius (25 tháng 10 theo lịch Gregory), Ủy ban Chấp hành Xô viết Petrograd đã thông qua việc thành lập một cơ quan để phối hợp bảo vệ Đại hội Xô viết sắp tới, được gọi là Ủy ban Quân sự Cách mạng. Ủy ban này bao gồm đại diện từ Xô viết Petrograd, bộ phận binh sĩ của Xô viết, hải quân, công đoàn, các ủy ban nhà máy, các tổ chức quân sự của các đảng trong Xô viết, các đội dân quân công nhân và các tổ chức khác. Một cuộc họp các đơn vị đồn trú cũng được triệu tập trong những ngày tiếp theo. Ủy ban này không phải là một nhóm âm mưu bí mật, mà là một cơ quan chính thức của Xô viết Petrograd. Các nhà xã hội chủ nghĩa ôn hòa nhanh chóng rút khỏi Ủy ban Quân sự Cách mạng, tạo điều kiện thuận lợi cho những người cấp tiến, đặc biệt là những người Bolshevik, giành quyền kiểm soát hoàn toàn tổ chức này.
Bốn ngày trước thời điểm dự kiến diễn ra Đại hội, vào ngày 16 tháng 10 theo lịch Julius (29 tháng 10 theo lịch Gregory), một cuộc họp mới của Ban Chấp hành Trung ương đã xác nhận quyết định nắm quyền, bất chấp sự phản đối mạnh mẽ từ phe ôn hòa; Kamenev đe dọa từ chức, và cùng với Zinoviev, ông bắt đầu công khai bày tỏ sự phản đối, khiến Vladimir Lenin vô cùng khó chịu. Tuy nhiên, việc chuẩn bị cần thiết để thực hiện cuộc đảo chính chống lại Chính phủ Lâm thời vẫn chưa được tiến hành. Phần lớn lãnh đạo đảng và các nghị quyết của công nhân và binh lính liên tục được thông qua vẫn ưu tiên việc nắm quyền thông qua Đại hội Xô viết sắp tới. Trong khi đó, những người Cách mạng Xã hội cánh tả cũng chuẩn bị thành lập một chính phủ xã hội chủ nghĩa mới gồm các đảng phái cánh tả trong khuôn khổ Đại hội, nhưng họ phản đối việc giành chính quyền trước thời điểm này. Đây cũng là quan điểm của phe Menshevik quốc tế. Cùng ngày hôm đó, Trotsky xác nhận những tin tức đã xuất hiện trên một số tờ báo hôm trước: "Chúng tôi được cho biết rằng chúng tôi đang chuẩn bị một tổ chức để nắm quyền. Điều đó không phải là bí mật."
Mục tiêu cuối cùng của các hoạt động của Xô viết Petrograd đã được Trotsky nêu rõ: Đại hội Xô viết phải giành lấy quyền lực chính phủ, tuyên bố đình chiến ngay lập tức và trao đất đai cho nông dân. Tuy nhiên, đối với Vladimir Lenin, việc nắm quyền phải được thực hiện trước Đại hội, và vai trò của Đại hội chỉ nên là việc chấp nhận nó.
Quyết định của các nhà xã hội chủ nghĩa ôn hòa về việc hoãn Đại hội thêm năm ngày, do thiếu đại biểu tại thủ đô, đã trở thành yếu tố quyết định: nó cho phép những người Bolshevik tổ chức để nắm quyền và cũng khiến Chính phủ Lâm thời, dưới sự lãnh đạo của Kerensky, tiến hành các biện pháp nhằm giải giáp lực lượng cấp tiến trước khi Đại hội diễn ra. Một phần lý do trì hoãn Đại hội cũng là do sự chia rẽ nội bộ trong đảng Bolshevik, khiến những người xã hội chủ nghĩa ôn hòa hy vọng rằng Đại hội cuối cùng sẽ có đa số phản đối lập trường của Lenin.

### Chính phủ Lâm thời Nga
Trong một phiên họp kín của nội các vào đêm ngày 4 tháng 10 theo lịch Julius (tức ngày 17 tháng 10 theo lịch Gregory), mối đe dọa quân sự từ phía Đức đối với thủ đô sau khi quân đội Đức chiếm đóng các đảo ở vùng Baltic gần Estonia đã được thảo luận. Bộ trưởng Phúc lợi, người thuộc đảng Kadet, Nikolai Kishkin, đề xuất chuyển thủ đô đến Moskva và đưa Petrograd vào khu vực chiến tuyến, một ý kiến bị các bộ trưởng xã hội chủ nghĩa chỉ trích vì họ cho rằng điều này sẽ làm giảm ảnh hưởng của Xô viết Petrograd và Ủy ban Chấp hành Trung ương Toàn Nga (VTsIK) đối với Chính phủ cũng như Quốc hội Lập hiến sắp tới. Trước những lời chỉ trích, Hội đồng Bộ trưởng quyết định không chấp nhận đề xuất này cho đến khi Quốc hội Lâm thời thông qua. Khi thông tin này bị rò rỉ ra công chúng, nhiều người xem đây như một âm mưu của chính phủ nhằm sử dụng quân Đức để đàn áp cách mạng, điều mà những người Bolshevik nhanh chóng tận dụng để tuyên truyền. Trên thực tế, chính phủ không hề có ý định giao thủ đô cho kẻ thù, nhưng họ muốn lợi dụng mối đe dọa từ quân Đức để loại bỏ các thành phần binh lính nổi loạn trong lực lượng đồn trú trong thành phố. Dù vậy, giới chỉ huy quân đội không tin rằng quân Đức thực sự có kế hoạch tấn công thành phố vào thời điểm đó.
Vào ngày 9 tháng 10 theo lịch Julius (22 tháng 10 theo lịch Gregory), bộ chỉ huy quân sự của thủ đô ra lệnh điều động một phần ba số trung đoàn trong lực lượng đồn trú ra tiền tuyến. Tuy nhiên, lệnh này mang tính chính trị nhiều hơn là quân sự, bởi chỉ huy mặt trận phía Bắc không muốn nhận quân tiếp viện từ thủ đô. Trước lệnh điều động này, các đơn vị đồn trú tại Petrograd phản đối chính phủ lâm thời và tuyên bố trung thành với Xô viết Petrograd. Ngay cả những đơn vị quân đội từng trung thành với chính phủ khi đàn áp cuộc khởi nghĩa tháng Bảy, bao gồm cả quân Cossack, cũng tuyên bố giữ thái độ trung lập hoặc đứng về phía Xô viết. Trước những tin đồn dai dẳng về một cuộc đảo chính mới từ phe cánh hữu, cùng với những tuyên bố của Mikhail Rodzianko ủng hộ việc từ bỏ thủ đô cho quân Đức, làm dấy lên lo ngại về một kịch bản tương tự như cuộc nổi loạn thất bại của Kornilov trước đó. Chính vì thế, lệnh điều động binh sĩ của Bộ Chỉ huy quân sự đã khiến Xô viết Petrograd lo ngại và bắt đầu xem xét các biện pháp đối phó.
Vào ngày 13 tháng 10 theo lịch Julius (26 tháng 10 theo lịch Gregory), Kerensky xuất hiện trước Quốc hội Lâm thời để bác bỏ những tin đồn rằng ông đang chuẩn bị di chuyển thủ đô. Sau đó, nội các đã họp và quyết định kêu gọi người dân ủng hộ các hành động của những người Bolshevik, đồng thời tin tưởng rằng chính phủ vẫn có đủ lực lượng để kiểm soát tình hình, theo báo cáo của đại tá Polkovnikov – người vừa được bổ nhiệm làm tư lệnh quân khu Petrograd.
Trong khi đó, Chính phủ — với việc Kerensky vắng mặt tại mặt trận từ ngày 14 tháng 10 theo lịch Julius (27 tháng 10 theo lịch Gregory) đến ngày 17 tháng 10 theo lịch Julius (30 tháng 10 theo lịch Gregory) — ngày càng tỏ ra lo ngại về khả năng xảy ra một cuộc nổi dậy của những người Bolshevik, mặc dù các chỉ huy quân sự của thủ đô vẫn khẳng định rằng các biện pháp cần thiết để đàn áp nó đã được thực hiện. Nikolai Kishkin tin chắc rằng Chính phủ có đủ lực lượng để đàn áp một cuộc nổi dậy tiềm tàng của những người Bolshevik, nhưng không đủ để thực hiện một hành động phòng ngừa chống lại họ. Phó Thủ tướng Chính phủ, Aleksandr Konovalov, quyết định yêu cầu tiếp viện từ các trường quân sự ở Oranienbaum và Petergof, pháo binh từ các trường pháo binh của thủ đô, và điều động một tiểu đoàn lính đạp xe đến Cung điện Mùa Đông để tăng cường phòng thủ. Khi Kerensky trở lại, Konovalov phải thuyết phục ông ở lại thủ đô và tham dự một cuộc họp nội các, trong đó các bộ trưởng Quốc phòng và Nội vụ tỏ ra tự tin có thể đàn áp bất kỳ cuộc bạo loạn nào, và chính Kerensky cũng bày tỏ mong muốn rằng những người Bolshevik sẽ nổi dậy để ông có thể đè bẹp họ. Đêm hôm sau, một cuộc họp nội các khác đã thông qua việc áp dụng các biện pháp mới để dập tắt một cuộc nổi dậy có thể xảy ra, mà Kerensky đã bố trí với các chỉ huy quân sự của thủ đô. Các đội tuần tra Cossack đã đi khắp thành phố vào đêm trước ngày được cho là sẽ xảy ra cuộc nổi dậy — ngày khai mạc ban đầu của Đại hội Xô viết — và việc phòng thủ Cung điện Mùa Đông được tăng cường. Hội đồng Bộ trưởng cũng đưa ra nhiều tuyên bố kêu gọi người dân giữ trật tự. Kerensky thông báo với đại sứ Anh và Quốc hội Lâm thời rằng ông đã sẵn sàng đối phó với những người Bolshevik. Tại Kaluga, gần Moskva, lực lượng Cossack được lệnh giải tán Xô viết địa phương, và lệnh bắt giữ Vladimir Lenin cũng được gia hạn; tất cả các biện pháp này đều nhận được sự ủng hộ mạnh mẽ từ những người Menshevik và Xã hội Cách mạng trong Ủy ban Chấp hành Trung ương Toàn Nga (VTsIK).
Nỗ lực của Ủy ban Chấp hành Trung ương Toàn Nga nhằm giành được sự ủng hộ của các đơn vị quân đội trong lực lượng đồn trú dành cho chính phủ đã thất bại: các đơn vị này đã cử đại diện đến cuộc họp với đại tá Đại tá Georgy Polkovnikov, nhưng các đại diện của Ủy ban không thể thuyết phục họ ủng hộ chính phủ chống lại Xô viết Petrograd. Trong những ngày trước khi những người Bolshevik giành chính quyền, Chính phủ Kerensky tiếp tục suy yếu mà không thể ngăn chặn.
Các bước chuẩn bị của Chính phủ kết thúc vào ngày 20 tháng 10 theo lịch Julius (2 tháng 11 theo lịch Gregory) với việc điều động một đại đội gồm bốn mươi lính đạp xe đến Cung điện Mùa Đông và yêu cầu bộ chỉ huy tối cao điều động các đơn vị Cossack từ mặt trận để thay thế những đơn vị được coi là thân Bolshevik hơn. Kế hoạch của Chính phủ bao gồm việc kiểm soát các tòa nhà chính tại thủ đô, trung tâm thành phố và các cây cầu dẫn vào trung tâm từ ngoại ô.

### Trước thềm Đại hội II Xô viết toàn Nga
Vào ngày 21 tháng 10 theo lịch Julius (3 tháng 11 theo lịch Gregory), một hội nghị của các đơn vị đồn trú Petrograd, được tổ chức bởi Ủy ban Quân sự Cách mạng Petrograd (CMR), đã xác nhận lòng trung thành của các đơn vị với Xô viết Petrograd thay vì Chính phủ. Cuộc cách mạng được thông qua cuối cùng đã khích lệ Ủy ban Quân sự Cách mạng và Xô viết Petrograd nắm quyền, ký kết hòa bình, đảm bảo nguồn cung lương thực cho người dân và thông qua cải cách ruộng đất. Cùng đêm đó, các phái viên của Ủy ban Quân sự Cách mạng Petrograd đã đến thông báo với chỉ huy quân khu thủ đô, đại tá Polkovnikov, để thông báo rằng từ nay trở đi mọi mệnh lệnh phải được Ủy ban Quân sự Cách mạng Petrograd phê chuẩn, nhưng yêu cầu này bị Polkovnikov từ chối. Thái độ này khiến Ủy ban Quân sự Cách mạng Petrograd vào ngày hôm sau thông báo cho các đơn vị đồn trú rằng họ coi bộ chỉ huy quân khu là phản cách mạng, rằng cách mạng đang gặp nguy hiểm, và mọi mệnh lệnh phải được Ủy ban Quân sự Cách mạng Petrograd chấp thuận. Sau đó, Ủy ban Quân sự Cách mạng Petrograd bắt đầu gửi các ủy viên của mình đến các đơn vị quân đội chủ chốt trong thủ đô để đảm bảo quyền kiểm soát đồn trú, qua đó tước đoạt quyền lực của chính phủ. Các đơn vị nói chung hoan nghênh các ủy viên mới từ Ủy ban Quân sự Cách mạng Petrograd, phần lớn là những người Bolshevik vừa được thả khỏi nhà tù không lâu trước đó. Ủy ban Quân sự Cách mạng Petrograd cũng ra lệnh cho các kho vũ khí không được cung cấp súng đạn nếu không có sự cho phép của mình.
Vào ngày 22 tháng 10 theo lịch Julius (4 tháng 11 theo lịch Gregory), hàng loạt cuộc biểu tình diễn ra trên khắp thủ đô; ngày này được tuyên bố là "Ngày Xô viết Petrograd", và cả những người Bolshevik lẫn Cách mạng Xã hội cánh tả đều cố gắng huy động người dân ủng hộ việc chuyển giao quyền lực cho các Xô viết, với thành công lớn. Các diễn giả do Ủy ban Quân sự Cách mạng Petrograd gửi đến các trung đoàn đã khơi dậy sự bất mãn với Chính phủ. Thành phố đang trong tình trạng căng thẳng trước nguy cơ xảy ra xung đột giữa những người biểu tình và lực lượng Cossack, những người đã tổ chức một cuộc tuần hành yêu nước vào ngày hôm đó để kỷ niệm việc giải phóng Moskva khỏi tay Napoleon. Một số đơn vị đã huy động và quyết định ở trong tình trạng báo động cho đến khi Đại hội Xô viết bắt đầu. Một số nhóm Cận vệ Đỏ cũng ở trong tình trạng báo động. Vào giữa buổi chiều, Tham mưu trưởng khu vực quân sự thủ đô, tướng Yakov Bagratuni, đã yêu cầu mặt trận phía bắc chuẩn bị một số đơn vị quân đội để điều động ngay lập tức đến Petrograd, nhưng ủy viên mặt trận, Voitinski, cho rằng điều này không thể thực hiện nếu không giải thích rõ với binh lính về mục đích của việc chuẩn bị này. Kerensky sau đó lặp lại yêu cầu nhưng không thành công.
Ngày hôm sau, Ủy ban Quân sự Cách mạng Petrograd thông báo với dân chúng về các biện pháp mà họ đã thực hiện để kiểm soát đồn trú và các điểm chiến lược của thủ đô, với lý do rằng họ đang bảo vệ cách mạng. Sau một ngày tranh luận, Pháo đài Thánh Peter và Paul cuối cùng quyết định tuân theo mệnh lệnh Ủy ban Quân sự Cách mạng Petrograd. Kho vũ khí pháo đài cho phép Ủy ban Quân sự Cách mạng Petrograd trang bị cho nhiều Cận vệ Đỏ. Quyền lực bộ chỉ huy khu vực quân sự thủ đô ngày càng suy giảm.

### Tương quan lực lượng

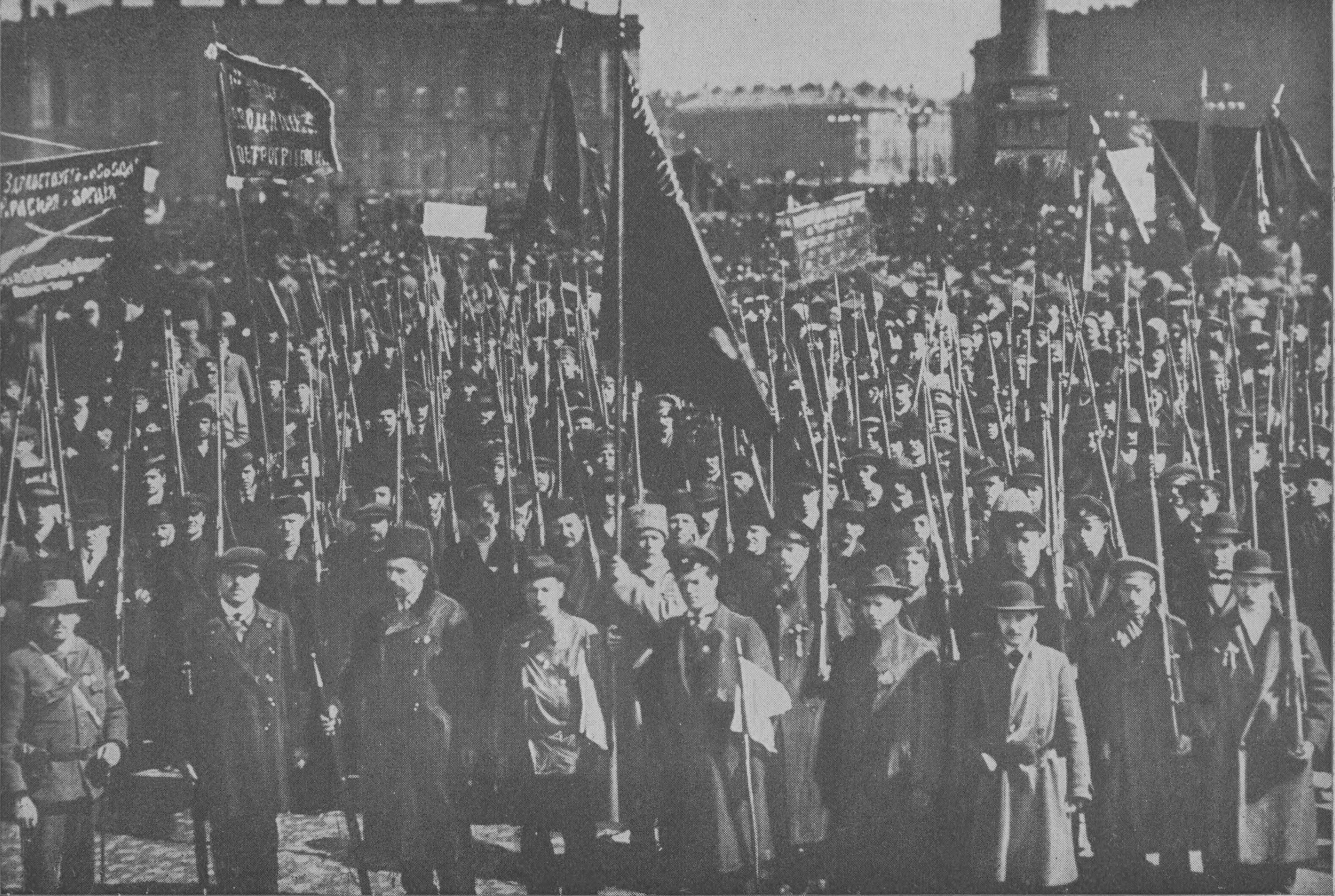
Hồng Vệ binh ở Petrograd

Trong khi Chính phủ chủ yếu dựa vào các học viên quân sự và ba trung đoàn kỵ binh Cossack đóng quân tại thủ đô, những người Bolshevik lại dựa vào lực lượng Cận vệ Đỏ — đông đảo và quyết tâm nhưng thiếu kinh nghiệm —, các thủy thủ — những người ủng hộ nhiệt thành nhưng số lượng ít —, và các binh lính — có kinh nghiệm và rất đông, nhưng nhìn chung thụ động trong các cuộc đối đầu. Những người Bolshevik cần phải giành được sự ủng hộ của khoảng 150.000 binh lính trong lực lượng đồn trú; những người không muốn bị điều động ra tiền tuyến như chính phủ và chỉ huy Mặt trận phía Bắc mong muốn đã mang lại lợi thế cho những người Bolshevik.
Vào ngày 17 tháng 10 theo lịch Julius (30 tháng 10 theo lịch Gregory), Vladimir Cheremisov và ủy viên của ông, cựu Bolshevik Grigori Voitinsky, đã tổ chức một hội nghị với các đơn vị đồn trú để giải thích về sự cần thiết của việc họ gia nhập các đơn vị ở mặt trận nhằm bảo vệ thủ đô. Phái đoàn từ lực lượng đồn trú, phần lớn là người Bolshevik, tỏ ra nghi ngờ về động cơ thực sự của động thái này và nhấn mạnh rằng Xô viết Petrograd phải có tiếng nói cuối cùng trong việc điều động các đơn vị. Với sự bất đồng giữa các bên, hội nghị đã kết thúc trong thất bại; năm ngày sau, Tập đoàn quân số 5 của Cheremisov đã bầu ra một ủy ban mới với đa số là những người Bolshevik. Cùng ngày diễn ra cuộc họp, Xô viết đã thành lập tổ chức chịu trách nhiệm phối hợp các vấn đề quân sự: Ủy ban Quân sự Cách mạng, thực chất nằm dưới sự kiểm soát của tổ chức tương đương trong đảng Bolshevik. Ngày hôm sau cuộc họp với Cheremisov, các đơn vị đồn trú tổ chức một cuộc họp riêng tại Smolny và tuyên bố không còn tin tưởng vào chính phủ, đồng thời tuyên bố ủng hộ Xô viết Petrograd. Các thành viên của Ủy ban Chấp hành Trung ương Toàn Nga, những người đã cho phép tổ chức cuộc họp diễn ra, cuối cùng đã rời đi mà không được phát biểu.

## Diễn biến ở Petrograd

### Đóng cửa nhà in và đụng độ mở màn

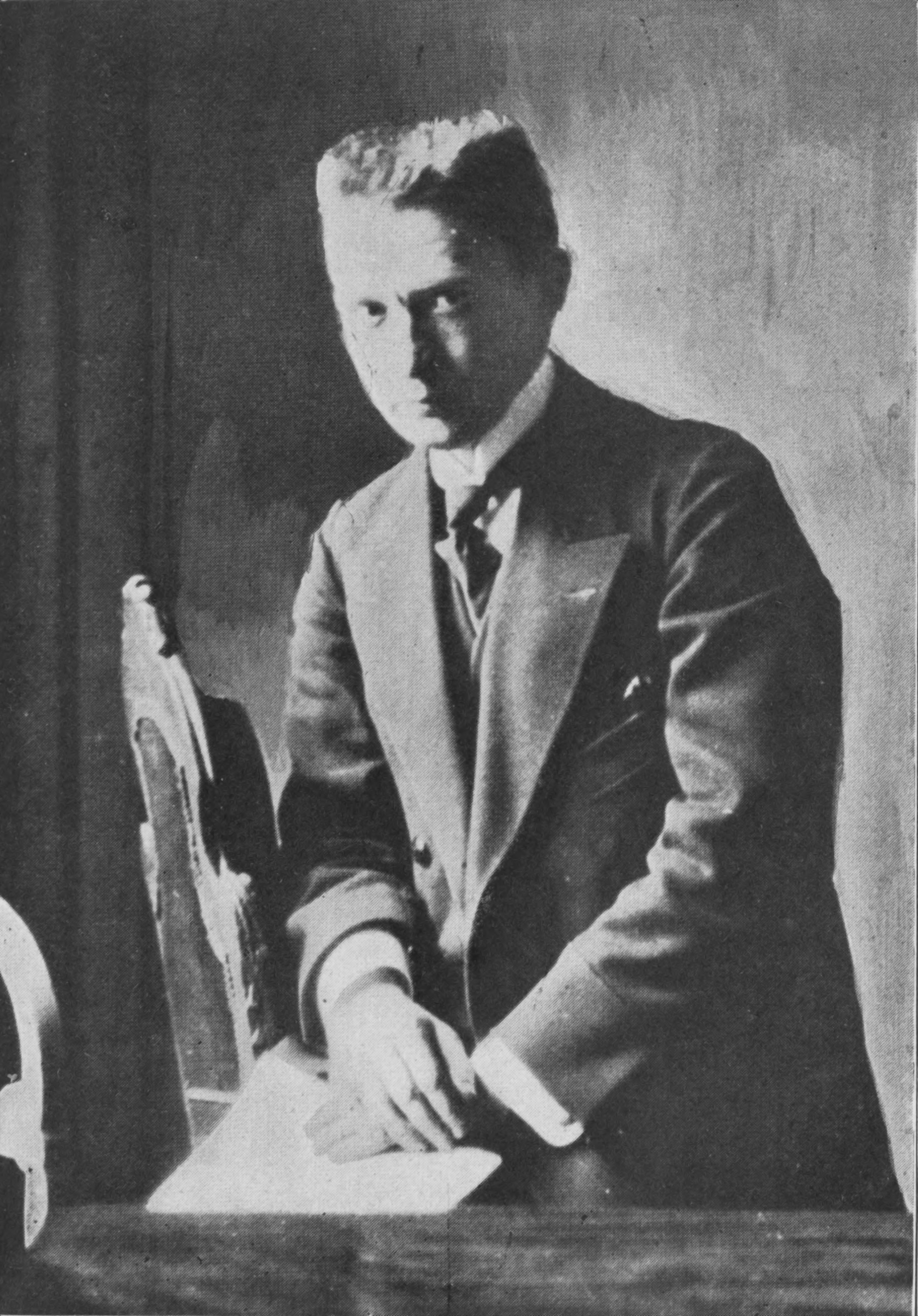
Thủ tướng Chính phủ Lâm thời Nga, Aleksandr Kerensky

Tầm 3 giờ đêm ngày 5 tháng 11 [lịch cũ 23 tháng 10] – rạng sáng ngày 6 tháng 11 [lịch cũ 24 tháng 10], do chưa nhận được hồi âm từ Ủy ban Quân sự Cách mạng, Kerensky và nội các chính phủ tại Cung điện Mùa Đông bèn phê duyệt lệnh bắt khẩn cấp một số thủ lĩnh của Ủy ban, đồng thời hạ lệnh cho đóng cửa hai nhà in Rabochi Put và Soldat của Đảng Bolshevik. Tướng Bagratuni điện báo tới các trường quân sự ở Petrograd, các trường sĩ quan ở Peterhof và Gatchina, hạ lệnh điều động thiếu sinh quân đến Quảng trường Cung điện để nhận chỉ thị; đồng thời yêu cầu các đơn vị quân lân cận, bao gồm đoàn pháo binh ngựa kéo Pavlovsk, trung đoàn súng trường Tsarskoe Selo, và Tiểu đoàn Xung kích Phụ nữ Levashova, khẩn trương tiến vào thủ phủ. Hiểu rằng nước đi này sẽ làm dậy sóng chính trường, Kerensky dự tính phân trần sự vụ ở Nghị viện ngay ngày hôm đó.
Tầm 5 rưỡi sáng, một toán thiếu sinh quân của chính phủ ập vào xưởng in hai tờ báo Bolshevik trên Phố Konnogvardeiskaya, phá hoại trang thiết bị, tịch thu ấn phẩm, niêm phong cơ sở và cho người canh giữ bên ngoài. Nhân viên tại đây vội vã chạy sang Viện Smolny – trụ sở của Xô viết Petrograd, Ủy ban Quân sự Cách mạng và Đảng Bolshevik – để báo cáo vụ việc. Một cuộc họp khẩn bao gồm đại biểu của Xô-viết, Ủy ban Quân sự Cách mạng, Đảng Bolshevik và phái Cách mạng Xã hội chủ nghĩa cánh tả, ngay lập tức được triệu tập; họ quy kết hành động của chính phủ là phản cách mạng và loan tin về động thái tiến quân rất đáng nghi hướng về thủ phủ. Bộ chỉ huy Ủy ban Quân sự Cách mạng truyền đi "Chỉ thị 1", khuyến cáo các đơn vị đề cao cảnh giác, sẵn sàng tác chiến. Bất chấp mong muốn của một bộ phận Ủy ban Quân sự Cách mạng và Đảng Bolshevik, ý kiến nổi dậy ngay tức khắc để cướp chính quyền bị bác bỏ, thay vào đó chủ trương hiện thời chỉ nhằm bảo toàn Đại hội Xô viết.

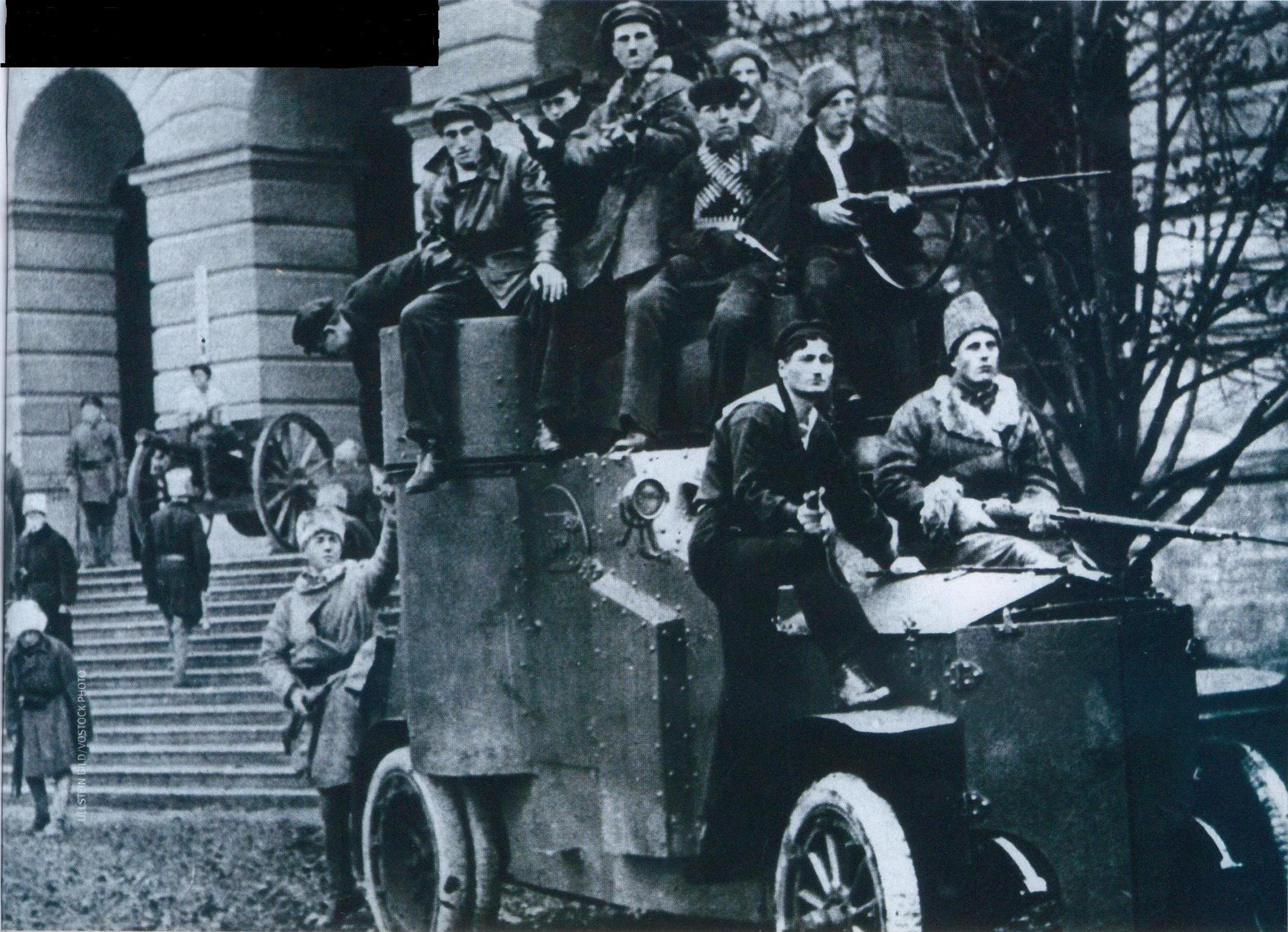
Thiết giáp xa của công nhân Hồng Vệ binh đỗ trước Viện Smolny

Tầm 10 giờ sáng, Kerensky thông cáo cho các bộ trưởng về những biện pháp đã được thi hành nhằm trấn áp Đảng Bolshevik và duyệt lại bài phát biểu trước khi trình bày tại Nghị viện. Vị thủ tướng vẫn tự tin rằng mọi chuyện đang nằm trong tầm kiểm soát; trên thực tế, dân quân của thành phố đã bất tuân lệnh bắt giữ các ủy viên thân Bolshevik trong Ủy ban Quân sự Cách mạng. Cùng ngày, Kerensky đốc thúc thuyên chuyển binh lính thân Chính phủ từ tiền tuyến về thủ đô, hạ lệnh khai trừ ngay lập tức các chính ủy bên trong Ủy ban Quân sự Cách mạng và cấm các doanh trại tự ý điều quân trừ khi có lệnh trực tiếp từ Quân khu Petrograd, song những biện pháp này hầu như đều bất thành. Suốt sáng đến đầu giờ chiều, khá rõ ràng rằng phần lớn dân quân trong thành phố đang tuân lệnh của Xô viết Petrograd chứ không phải của Chính phủ Lâm thời. Hai phe cáo buộc nhau là phản cách mạng và đều tự xưng là chủ thể có nghĩa vụ bảo vệ thành quả của Cách mạng Tháng Hai.
Vào buổi chiều, tin đồn lan truyền rằng, quân chi viện của Chính phủ Lâm thời, hoặc là đã đào ngũ sang Ủy ban Quân sự Cách mạng, hoặc là đã bị chặn đường tiến bởi những người ủng hộ Bolshevik cách xa thành phố. Thủy thủ tuần dương hạm Rạng Đông, bấy giờ đang neo đậu ở hải cảng Pháp – Áo trên sông Neva gần Cung điện Mùa Đông, đã nổi dậy chống sĩ quan chỉ huy và nắm quyền kiểm soát con tàu trước khi nó được lệnh ra khơi. Chính phủ Lâm thời hiện chỉ nắm giữ vài ngàn binh lính trung thành bên trong thành phố – hầu hết là sĩ quan, quân Cossack, thiếu sinh quân và một tiểu đoàn phụ nữ – thất thế trầm trọng khi so với đối phương. Vào buổi trưa, khoảng 200 binh lính đã tập kết tại Quảng trường Cung điện, hội họp với 68 thiếu sinh quân từ Học viện Pháo binh Mikhailovsk hai tiếng sau.

### Sự yếu kém của Chính phủ Lâm thời

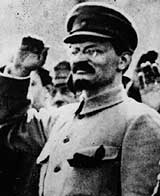
Leon Trotsky, nhân tố quan trọng của chính biến Petrograd.

Vào buổi trưa, Quốc hội Lâm thời được triệu tập bởi Nikolai Avksentiev. Tại phiên họp này, Kerensky đề xuất được trao đổi đặc biệt với nghị viện. Trong bài diễn văn kéo dài một tiếng đồng hồ, ông tìm kiếm sự ủng hộ của toàn bộ hội trường sau khi thuật lại các sự kiện trong vài ngày qua, song rốt cuộc phải thất vọng trước sự khước từ thẳng thừng, ngay cả khi phe cánh tả cấp tiến vắng mặt.
Trong bối cảnh căng thẳng tại Petrograd, phe xã hội chủ nghĩa ôn hòa tổ chức họp khẩn cấp tại Ủy ban Chấp hành Trung ương toàn Nga (VTsIK) từ nửa đêm đến 4 giờ sáng nhưng không đạt được kết quả thực chất. Họ chỉ ra lời kêu gọi giữ bình tĩnh và cảnh báo nguy cơ phản cách mạng. Dù cố gắng thông qua một nghị quyết ủng hộ chính phủ với điều kiện Chính phủ Lâm thời cải cách triệt để, Kerensky từ chối và khẳng định sẽ tự xử lý tình hình.
Sau đó, Kerensky rời trụ sở Quốc hội Lâm thời để chỉ đạo các biện pháp phòng thủ, như duy trì quyền kiểm soát các tòa nhà chính phủ, điểm liên lạc, và cô lập các khu ngoại ô bằng cách nâng cầu qua sông Neva. Từ 14:00–15:00, các học viên sĩ quan chiếm giữ cầu Nikolaevsky và cầu Cung điện, nhưng thất bại tại cầu Liteiny vì bị đám đông và Cận vệ Đỏ ngăn cản. Đến 18:30, Trung đoàn Pavlovskiy – trung thành với Ủy ban Quân sự Cách mạng (CMR) – chiếm cầu Trotsky, và nhiều cây cầu khác cũng nhanh chóng rơi vào tay lực lượng khởi nghĩa.
Ủy ban Quân sự Cách mạng thành lập ủy ban chỉ đạo đối đầu chính phủ, triển khai các chính ủy đến các vị trí chiến lược yêu cầu tuân theo mệnh lệnh. Trong ngày, nhiều trung tâm trọng yếu thủ đô chuyển sang quyền kiểm soát từ phe Xô viết mà không có đụng độ đáng kể. Đến 16:00, lính bảo vệ Cung điện Mùa Đông bắt đầu rút lui; 17:00, trung tâm điện tín bị lực lượng thân Ủy ban Quân sự Cách mạng chiếm giữ. Một số học viên sĩ quan đến sau bị buộc phải rút lui. Đồng thời, Ủy ban Quân sự Cách mạng yêu cầu hỗ trợ từ Hạm đội Baltic, nhưng chỉ có một nhóm nhỏ kịp đến vì bị cản trở bởi hệ thống đường sắt.
Từ sau 21:00, các lực lượng khởi nghĩa tiếp tục chiếm ga đường sắt Baltic, hãng thông tấn, tổng đài điện thoại, nhà máy điện, và các ga khác nhằm cắt đứt khả năng tiếp viện của chính phủ. Trong khi đó, một nỗ lực bắt giữ Lenin tại nhà in Bolshevik thất bại vì ông không có mặt, và lực lượng Cận vệ Đỏ phản công kịp thời.
Khi đêm xuống, lực lượng Xô viết đã kiểm soát phần lớn Petrograd, dù hành động vẫn mang tính phòng thủ, nhằm bảo vệ Đại hội toàn Nga của các Xô viết sắp tới. Lenin, vẫn đang ẩn náu, ngày càng mất kiên nhẫn vì sự chần chừ từ các lãnh đạo Bolshevik. Ông nhiều lần xin đến Smolny nhưng bị từ chối. Cuối cùng, bất chấp lệnh, Lenin cải trang, đi xe điện và đi bộ đến Smolny với một vệ sĩ, quyết tâm thúc đẩy khởi nghĩa dứt điểm.

### Lenin đã tới và Xô-viết đoạt quyền
Vào khoảng nửa đêm 7 tháng 11 [lịch cũ 25 tháng 10], Vladimir Lenin bí mật đến trụ sở Xô viết Petrograd tại Smolny. Sự xuất hiện của ông đánh dấu bước chuyển quan trọng trong kế hoạch nổi dậy của phe Bolshevik: từ phòng thủ cách mạng chuyển sang chủ động lật đổ Chính phủ lâm thời của Aleksandr Kerensky. Chính phủ này khi đó đang yếu dần, trong khi Xô viết đã kiểm soát được phần lớn thủ đô Petrograd.
Lenin, cải trang và chỉ có một vệ sĩ đi cùng, đã tránh bị một đội tuần tra học viên quân sự bắt giữ. Ngay sau đó, Ủy ban Quân sự Cách mạng do Xô viết lập ra bắt đầu kế hoạch cụ thể để chiếm lĩnh toàn bộ thành phố: từ lúc 1:30 sáng, các lực lượng gồm hải quân, binh sĩ Trung đoàn Kexholm và Cận Vệ Đỏ bắt đầu chiếm các điểm trọng yếu như bưu điện trung tâm, nhà ga Nikolaevsky, trạm điện, cầu và trạm điện thoại.
Đến 6 giờ sáng, Ngân hàng Nhà nước bị chiếm, và đến 7 giờ, trung tâm điện thoại rơi vào tay phe cách mạng sau một cuộc đối đầu căng thẳng nhưng không có nổ súng. Họ cắt liên lạc điện thoại với Cung điện Mùa Đông và nối lại liên lạc với Smolny. Kho bạc bị chiếm sau đó mà không gặp kháng cự do lực lượng canh gác đã ngả về phe Ủy ban Quân sự Cách mạng. Đến 8 giờ sáng, ga Varsovia – điểm kết nối với mặt trận phía Bắc – cũng bị kiểm soát.
Khi trời sáng, gần như toàn bộ Petrograd đã nằm trong tay Xô viết, ngoại trừ Cung điện Mùa Đông. Tuy nhiên, cả hai phía – quân chính phủ và phe nổi dậy – đều ngần ngại tấn công trực diện vì sợ thương vong. Trong khi đó, cuộc sống trong thành phố diễn ra khá bình thường: các cơ quan, trường học và phương tiện công cộng vẫn hoạt động, dù Chính phủ không còn điện và điện thoại.
Chính quyền lâm thời tìm cách huy động quân Cossack, nhưng không thành công vì các trung đoàn này từ chối ủng hộ một chính phủ không còn lực lượng bộ binh đáng tin cậy. Đến khoảng 10 giờ sáng, tình hình tuyệt vọng được báo cáo lên Bộ Tổng tham mưu. Đến 11:30, Kerensky rời thành phố để tìm quân tiếp viện từ mặt trận nhằm dập tắt cuộc nổi dậy – mặc dù trên thực tế, Petrograd đã gần như hoàn toàn nằm dưới quyền kiểm soát của Bolshevik. Lenin đã soạn thảo bản tuyên ngôn phế truất chính phủ, bản tuyên ngôn này đã được phân phát ngay lập tức khắp thành phố:
Gửi tới toàn thể người dân Nga!
Chính phủ lâm thời đã bị lật đổ. Quyền lực nhà nước đã chuyển vào tay cơ quan Xô viết Công nhân và Binh lính Petrograd, Ủy ban Quân sự Cách mạng, đơn vị chỉ đạo giai cấp vô sản và quân đồn trú Petrograd.
Mục đích mà nhân dân đấu tranh - lời đề nghị ngay lập tức về một nền hòa bình dân chủ, bãi bỏ chế độ sở hữu bởi địa chủ, quyền kiểm soát công nghiệp bởi công nhân và việc thành lập một chính quyền Xô Viết - đã được đảm bảo.
Cuộc cách mạng của công nhân, binh lính và nông dân muôn năm!— Ủy ban Quân sự Cách mạng Xô viết Công nhân và Binh lính Petrograd,
ngày 25 tháng 10 năm 1917, 10:00 sáng

Phe Bolshevik tuyên bố quyền lực đã được chuyển giao cho các Xô viết. Trong khi đó, lời kêu gọi từ một lãnh đạo đảng Xã hội-Cách mạng (đồng minh của Kerensky) nhằm huy động các đơn vị quân đội trung thành với chính phủ hoàn toàn thất bại. Sự ủng hộ dành cho chính phủ trong tầng lớp công nhân và binh lính – lực lượng nền tảng của đảng – gần như không còn, nhất là khi chính phủ vẫn duy trì liên minh với các đảng phái tư sản.
Trong suốt ngày 25 tháng 10, lực lượng Ủy ban Quân sự Cách mạng tiếp tục chiếm những địa điểm cuối cùng do chính phủ kiểm soát: nhà tù Kresty được yêu cầu thả các tù nhân chính trị, trụ sở Quốc hội lâm thời bị bao vây và sau đó giải tán (không có ai bị bắt), các trường học và văn phòng chính phủ đóng cửa.
Chiều tối cùng ngày, tại cuộc họp Xô viết Petrograd, Trotski chính thức tuyên bố Chính phủ lâm thời đã sụp đổ và công bố các biện pháp củng cố quyền lực tại thủ đô. Lenin lần đầu tiên xuất hiện công khai trước Xô viết kể từ sự kiện Tháng Bảy, được chào đón nồng nhiệt. Mặc dù Cung điện Mùa Đông chưa thất thủ, Xô viết đã chính thức phê chuẩn việc chuyển giao quyền lực về tay các Xô viết. Một ủy ban ba người được thành lập để tiếp tục cuộc bao vây cung điện, với mong muốn của Lenin là hoàn tất việc chiếm đóng trước khi Đại hội Xô viết khai mạc.

### Tiếp quản Cung điện Mùa Đông
Ủy ban Quân sự Cách mạng Petrograd đã tổ chức một kế hoạch tỉ mỉ để tấn công Cung điện Mùa Đông — trụ sở Chính phủ Lâm thời. Kế hoạch này bao gồm việc hình thành hai vòng vây đồng tâm: một vòng trong để gây áp lực trực tiếp lên tòa nhà — gồm các trung đoàn Pavlovskiy và Kexholm — và một vòng ngoài nhằm ngăn chặn các lực lượng tiếp viện, bao gồm việc kiểm soát các vị trí chiến lược như Pháo đài Thánh Phêrô và Phaolô, cùng tuần dương hạm Aurora (Rạng Đông). Tuy nhiên, chiến dịch này bị ảnh hưởng bởi một cơ cấu chỉ huy quá phức tạp, dẫn đến việc thực hiện bị trì hoãn.
Trong suốt ngày 25 tháng 10, lực lượng cách mạng được tăng cường thêm khoảng ba nghìn thủy thủ từ Kronstadt, trong khi các lực lượng tiếp viện được chờ đợi từ Helsingfors đã không đến kịp. Trong khi đó, những người bảo vệ Cung điện — sau khi Kerensky rời đi để tìm kiếm quân tiếp viện — phải đối mặt với những khó khăn nghiêm trọng: thiếu lương thực, không có kế hoạch phòng thủ rõ ràng, chỉ huy bị chia rẽ và tinh thần quân lính suy sụp. Việc lãnh đạo phòng thủ Cung điện liên tục thay đổi, càng làm gia tăng sự hỗn loạn.
Dù có một nỗ lực đơn lẻ từ phe trung thành nhằm giành lại trung tâm điện thoại, tình hình ngày càng bất lợi cho Chính phủ. Vào buổi chiều, khi lực lượng của Ủy ban Quân sự Cách mạng tiếp tục được củng cố, một số đơn vị bảo vệ bắt đầu rút lui. Dù một nhóm nhỏ kỵ binh Cossack và học viên sĩ quan đã đến được Cung điện, tương quan lực lượng vẫn rất mong manh. Lenin, mất kiên nhẫn, liên tục yêu cầu kết thúc nhanh cuộc vây hãm để không làm chậm trễ việc khai mạc Đại hội các Xô viết.
Vào lúc 18:30, một tối hậu thư được gửi đến Chính phủ, yêu cầu đầu hàng trước 19:10. Khi bị từ chối, lực lượng cách mạng bắt đầu tấn công: Trung đoàn Pavlovskiy chiếm trụ sở Bộ Tổng Tham mưu, cắt đứt liên lạc với mặt trận. Một số đơn vị phòng thủ rút lui trong đêm, cho phép quân tấn công thâm nhập vào bên trong mà không gặp sự kháng cự đáng kể. Đúng 21:40, tàu Aurora bắn một loạt pháo hiệu, đánh dấu sự bắt đầu chính thức cuộc tấn công. Ngay sau đó, Pháo đài Thánh Phêrô và Phaolô cũng khai hỏa, nhưng gây rất ít thiệt hại cho tòa nhà.
Trong lúc đó, một phái đoàn thành phố cố gắng hòa giải để ngăn chặn cuộc tấn công nhưng bị từ chối. Một nhóm lớn hơn, do thị trưởng và một số đại biểu dẫn đầu, cũng cố gắng đến Cung điện để bảo vệ Chính phủ, nhưng bị chặn lại bởi các thủy thủ cách mạng. Gần nửa đêm, lực lượng tấn công bắt đầu thâm nhập ngày càng sâu hơn, do các vị trí bị nhiều binh lính phòng thủ rời bỏ.
Cuối cùng, vào lúc 2 giờ sáng ngày 26 tháng Mười, lực lượng cách mạng do Vladimir Antonov-Ovseenko chỉ huy đã tìm thấy nơi các bộ trưởng đang ẩn náu và ra lệnh cho họ đầu hàng. Aleksandr Konovalov, đại diện cho Chính phủ, chấp nhận việc bị bắt giữ. Các bộ trưởng — ngoại trừ Kerensky và Sergei Prokopovich, những người vắng mặt — bị bắt và bị áp giải bộ hành đến Pháo đài Thánh Phêrô và Phaolô, dưới sự bảo vệ đặc biệt để tránh bị đám đông hành hung.
Trái với những mô tả điện ảnh và nghệ thuật sau này, cuộc tấn công vào Cung điện Mùa Đông không phải là một trận đánh lớn: nó diễn ra tương đối yên bình, với thương vong rất ít (chỉ sáu người bên phía tấn công và không có ai bên phía phòng thủ). Nhìn chung, cuộc khởi nghĩa tại Petrograd diễn ra trong bầu không khí bình tĩnh và bình thường, nhưng mang lại một kết quả mang tính quyết định: quyền lực đã rơi vào tay phe Bolshevik.

### Đại hội Xô Viết lần thứ hai và cuộc đảo chính Bolshevik

#### Phiên họp đầu tiên
Tối ngày 7 tháng 11 [lịch cũ 25 tháng 10], Đại hội Xô viết Toàn Nga lần thứ hai được khai mạc tại Petrograd sau gần chín tiếng đồng hồ trì hoãn. Bolsevik dự định chiếm trụ sở Chính phủ lâm thời trước khi đại hội bắt đầu, nhưng không kịp, khiến các đại biểu quyết định tự khai mạc mà không chờ thêm.
Khoảng 670 đại biểu từ các Xô viết trên toàn nước Nga tham dự đại hội, trong đó khoảng 300 là đảng viên Bolsevik, gần 100 thuộc phe Xã hội Cách mạng cánh tả – những người ủng hộ cuộc lật đổ Chính phủ Kerensky. Dù không chiếm đa số tuyệt đối, sự ủng hộ dành cho Bolsevik đã tăng mạnh trong những tháng trước đại hội. Việc đầu tiên đại hội làm là bầu ban lãnh đạo mới theo tỉ lệ đại diện các phe: 14 Bolsevik, 7 Xã hội Cách mạng, 3 Menshevik và 1 Menshevik quốc tế (Martov). Kamenev được bầu làm chủ tịch.
Bolsevik đề xuất chương trình nghị sự gồm: thành lập chính phủ mới, chấm dứt chiến tranh, và tổ chức Quốc hội lập hiến. Khi phiên họp bắt đầu, các đại biểu nghe thấy tiếng súng từ pháo đài bắn vào Cung điện Mùa Đông, nơi Chính phủ lâm thời đang cố thủ.
Đầu phiên họp, Martov (Menshevik quốc tế) đề xuất thành lập chính phủ dân chủ thống nhất bao gồm tất cả các đảng xã hội trong Xô viết để tránh đổ máu. Đề xuất được nhiều người ủng hộ, bao gồm cả đại diện Bolsevik và Xã hội Cách mạng cánh tả. Tuy nhiên, khi biết tin Chính phủ lâm thời đã bị lật đổ và các bộ trưởng đang bị bao vây, các đại biểu Menshevik và Xã hội Cách mạng ôn hòa phản đối hành động của Bolsevik, tuyên bố rút khỏi đại hội để tham gia biểu tình ủng hộ chính phủ hợp pháp.
Sự rút lui này khiến các nỗ lực thỏa hiệp giữa các phe xã hội chủ nghĩa thất bại, và tạo điều kiện cho Lenin tiến tới thành lập chính phủ độc quyền Bolsevik. Martov tiếp tục đề xuất lập một Hội đồng Bộ trưởng mới được cả phe ôn hòa và cấp tiến chấp nhận, đồng thời hoãn đại hội. Nhưng Trotsky lập tức lên tiếng chỉ trích, cho rằng đây không phải là âm mưu mà là một cuộc khởi nghĩa cách mạng được quần chúng ủng hộ. Ông kêu gọi không nhượng bộ và tuyên bố rằng những người bỏ đi đã hết thời và nên “ra bãi rác của lịch sử”.
Phần lớn các đại biểu Menshevik quốc tế theo Martov cũng rời đại hội. Trotsky ngay sau đó lên án họ là phản cách mạng. Duy chỉ có các đại biểu Xã hội Cách mạng cánh tả vẫn ở lại, với hy vọng điều hòa lập trường của Bolsevik và đạt thỏa thuận chung giữa các phe xã hội chủ nghĩa.
Tin tức về việc Cung điện Mùa Đông bị chiếm đóng cùng sự ủng hộ từ các đơn vị quân đội làm tăng khí thế tại đại hội. Một số đơn vị được điều động từ mặt trận để dập tắt khởi nghĩa đã quay sang ủng hộ Xô viết Petrograd, trong đó có tiểu đoàn xe đạp số 3 và quân đội tại Tsarskoye Selo. Ở mặt trận phía Bắc, một ủy ban quân sự cách mạng đã được thành lập, hủy bỏ lệnh tiến công Petrograd, và vị tướng chỉ huy tại đây cũng công nhận quyền lực Xô viết.
Trong không khí đó, tuyên bố giành chính quyền được Lenin soạn thảo và Lunacharsky đọc trước đại hội. Tuyên bố nêu rõ quyền lực đã chuyển về tay các Xô viết, đồng thời trình bày chương trình hành động của chính phủ Xô viết mới: đề nghị hòa bình ngay lập tức, chuyển đất của quý tộc và nhà thờ cho nông dân, dân chủ hóa quân đội, đặt công xưởng dưới quyền kiểm soát của công nhân, triệu tập Quốc hội lập hiến đúng thời hạn, đảm bảo lương thực cho thành phố và cung ứng hàng hóa thiết yếu cho nông thôn, công nhận quyền tự quyết các dân tộc trong đế quốc Nga.
Tuyên bố được thông qua với chỉ 2 phiếu chống và 12 phiếu trắng. Đại hội kết thúc vào lúc rạng sáng để các đại biểu có thể nghỉ ngơi. Trong khi đó, các đảng xã hội ôn hòa đã rút lui khỏi đại hội lập ra một “Ủy ban Cứu quốc và Cách mạng” để phản đối chính quyền mới. Tuy nhiên, đảng Đảng Dân chủ Lập hiến (Kadet) – dù cũng chống Bolsevik – không tham gia ủy ban và vẫn ủng hộ chính phủ lâm thời đã bị giải thể.

#### Phiên họp thứ hai
Sáng hôm sau 8 tháng 11 [lịch cũ 26 tháng 10], các đại biểu xã hội chủ nghĩa tiếp tục họp để thảo luận việc thành lập Hội đồng Bộ trưởng mới. Ban Chấp hành Trung ương Đảng Bolshevik quyết định thành lập Hội đồng Dân ủy (Sovnarkom) – trong đó từ "ủy viên nhân dân" (Narkomat) do Trotsky đề xuất để thay thế cho "bộ trưởng". Bolshevik mời phe Xã hội Cách mạng cánh tả tham gia chính phủ mới với ba vị trí, nhưng họ từ chối nếu không có sự tham gia của các đảng xã hội chủ nghĩa khác.
Trong phiên họp thứ hai vào đêm 26/10, Lenin trình bày ba nghị quyết quan trọng:
- Sắc lệnh về Hòa bình: Kêu gọi các bên tham chiến trong Thế chiến I tiến hành đàm phán hòa bình ngay lập tức, không có điều kiện bồi thường hay sáp nhập lãnh thổ.
- Sắc lệnh về Đất đai: Hợp pháp hóa việc nông dân đã chiếm đất của quý tộc và địa chủ trên khắp nước Nga, xóa bỏ chế độ sở hữu đất đai và giao cho các Xô viết quản lý, phân phối theo nhu cầu của nông dân. Nghị quyết này dựa phần lớn vào chương trình của phe Xã hội Cách mạng cánh tả và giúp Bolshevik củng cố sự ủng hộ trong tầng lớp nông dân.
- Thành lập Chính phủ mới: Công nhận Hội đồng Dân ủy là cơ quan hành pháp trung ương cho đến khi Quốc hội lập hiến được triệu tập.

Sau đó, đại hội bầu ra một Ủy ban chấp hành Trung ương toàn Nga (VTsIK) mới gồm: 62 Bolshevik, 29 Xã hội Cách mạng cánh tả, 6 Menshevik quốc tế, 4 đại biểu từ các đảng nhỏ khác. Kamenev (Bolshevik ôn hòa) được chọn làm người đứng đầu Ủy ban chấp hành Trung ương toàn Nga.
Dù có một số ý kiến khác biệt trong nội bộ Bolshevik về cách giành chính quyền, lập trường của Lenin – ủng hộ hành động lập tức và mạnh mẽ – đã giành chiến thắng. Trotsky, người trung gian giữa Lenin và phe ôn hòa, cũng ủng hộ tận dụng uy tín của Xô viết để giành chính quyền từ tay Chính phủ lâm thời.
Vào lúc 5 giờ sáng hôm sau, Hội đồng Dân ủy chính thức được công nhận là chính phủ mới tạm thời của Nga, cho đến khi Quốc hội lập hiến được triệu tập. Tuy nhiên, sau khi Quốc hội lập hiến được bầu vào tháng 11 năm 1917 và sau đó bị Bolshevik giải tán vì không chiếm đa số, tại Đại hội Xô viết lần thứ ba, mọi văn bản pháp lý đã bị sửa để loại bỏ cụm từ "tạm thời", qua đó hợp pháp hóa sự giải thể Quốc hội lập hiến.
Tất cả các ủy viên của chính phủ mới đều là đảng viên Bolshevik, vì các đảng xã hội chủ nghĩa khác không tham gia do bất đồng chính trị. Dưới đây là một số vị trí chủ chốt trong Hội đồng Dân ủy:Lenin giữ chức Chủ tịch Hội đồng Dân ủy, Trotsky giữ chức Ủy viên Nhân dân Bộ Dân ủy Ngoại giao, Lunacharsky giữ chức Ủy viên Nhân dân Bộ Dân ủy Giáo dục, Stalin giữ chức Ủy viên Nhân dân Bộ Dân ủy Dân tộc, Rykov giữ chức Ủy viên Nhân dân Bộ Dân ủy Nội vụ,... Lực lượng vũ trang được đặt dưới quyền chỉ huy của một bộ ba: Antonov-Ovseyenko, Dybenko và Krylenko.
Sau khi thành lập chính phủ và Ủy ban chấp hành Trung ương toàn Nga mới, Đại hội Xô viết lần thứ hai kết thúc, đánh dấu sự kiện lịch sử: Bolshevik chính thức giành chính quyền nhà nước ở Nga.

### Phản đối cuộc đảo chính, Bolshevik củng cố quyền lực tại Petrograd
Dù Bolshevik đã kiểm soát thủ đô Petrograd, các cuộc đụng độ lớn vẫn tiếp diễn trong 5 ngày sau đó. Vào sáng 11 tháng 11 [lịch cũ 29 tháng 10], một cuộc nổi dậy của phe đối lập tại Petrograd nhằm lật đổ chính quyền mới đã bị phát hiện sớm và nhanh chóng thất bại do không thể phối hợp với các lực lượng bên ngoài thành phố.
Cùng lúc, Lenin rời Đại hội Xô viết lúc 2 giờ sáng (27/10) để chỉ đạo Ủy ban Quân sự Cách mạng phòng thủ thủ đô trước cuộc tấn công của 700 kỵ binh Cossack do Kerensky chỉ huy. Tuy nhiên, Kerensky không thể tập hợp thêm quân tiếp viện và cuộc tấn công thất bại.
Trong lúc tình hình còn căng thẳng, công đoàn đường sắt toàn quốc (Vikzhel) can thiệp, buộc các đảng xã hội chủ nghĩa phải đàm phán để thành lập một chính phủ liên minh xã hội chủ nghĩa, nếu không sẽ bị đình công. Các đảng Xã hội Cách mạng cánh tả, Menshevik, và phe ôn hòa trong Bolshevik (do Kamenev lãnh đạo) đều ủng hộ ý tưởng này. Tuy nhiên, các đảng đối lập yêu cầu thành lập chính phủ không có Lenin và Trotsky, trong khi hai người này đang bận chỉ huy quân sự.
Phe ôn hòa Bolshevik ban đầu đồng ý đàm phán và gửi đại diện đến thương lượng với gần 30 đại biểu xã hội chủ nghĩa. Tuy nhiên, sau khi các chiến dịch quân sự của phe đối lập thất bại, lập trường của họ buộc phải mềm mỏng hơn. Bolshevik tỏ ra sẵn sàng mở rộng Ủy ban Chấp hành Trung ương toàn Nga và chấm dứt giao tranh, nhưng Lenin đồng thời thúc đẩy việc Hội đồng Dân ủy nắm quyền ban hành sắc lệnh, tức là cai trị bằng pháp lệnh, mà không cần thông qua bất kỳ thể chế nào.
Ngày 14 tháng 11 [lịch cũ 1 tháng 11], Lenin đề nghị chấm dứt đàm phán ngay, nhưng bị bác bỏ. Thay vào đó, đề xuất của Trotsky – chỉ họp thêm một lần nữa để làm rõ sự vô ích của đàm phán – được thông qua. Lenin tức giận chỉ trích phe ôn hòa trong đảng và đe dọa sẽ tách đảng. Hệ quả là năm thành viên ôn hòa trong Ban Chấp hành Trung ương Bolshevik từ chức, cùng với một số người ủng hộ thỏa hiệp. Các đại biểu Xã hội Cách mạng cánh tả trong Ủy ban Quân sự Cách mạng cũng rời bỏ vị trí.
Cuối cùng, ngày 20 tháng 11 [lịch cũ 7 tháng 11], vòng đàm phán cuối cùng diễn ra vắng mặt Bolshevik. Trong khi đó, Bolshevik giành được chiến thắng trong Ủy ban Chấp hành Trung ương toàn Nga (29 phiếu thuận – 23 chống), hợp pháp hóa quyền ban hành sắc lệnh của Hội đồng Dân ủy mà không cần thông qua cơ quan lập pháp.
Sau khi tình hình ổn định, Lenin nhượng bộ để khôi phục liên minh: ngày 22 tháng 12 [lịch cũ 9 tháng 12], Xã hội Cách mạng cánh tả tham gia chính phủ, nhận ba vị trí: Nông nghiệp, Bưu chính – Viễn thông và Tư pháp. Nhờ đó, các thành viên Bolshevik đã rút lui trước đó quay trở lại đảng. Liên minh này kéo dài đến khi ký kết Hiệp ước Brest-Litovsk (tháng 3/1918), vốn bị Xã hội Cách mạng phản đối kịch liệt. Cuộc đối đầu cuối cùng giữa hai phe diễn ra vào mùa hè năm 1918.
Ngày 27tháng 11 [lịch cũ 14 tháng 11], phần còn lại của Đại hội Xô viết nông dân toàn quốc – sau khi các đảng xã hội ôn hòa rút lui – bỏ phiếu thông qua việc sáp nhập vào Ủy ban Chấp hành Trung ương toàn Nga của công nhân và binh sĩ, đánh dấu bước tiến lớn trong việc thống nhất các tổ chức Xô viết dưới quyền Bolshevik.

## Cuộc cách mạng lan rộng
Tại các thành phố công nghiệp hóa cao và những nơi mà các đảng cánh tả cấp tiến kiểm soát Xô viết địa phương, việc chuyển giao quyền lực sang tay chính quyền Xô viết diễn ra nhanh chóng. Lực lượng cần thiết để đảm bảo quá trình này thường do các đơn vị Cận vệ Đỏ hoặc binh lính đồn trú tại địa phương cung cấp. Mô hình này phổ biến ở các khu vực công nghiệp phía bắc, phía đông Moskva và dãy Ural. Tuy nhiên, ở những nơi có sự phản đối rõ rệt hơn như vùng trung lưu sông Volga, ngay tại Moskva và các thành phố lân cận, việc thiết lập quyền lực Xô viết diễn ra chậm hơn, có nơi mất đến một tuần sau các sự kiện tại Petrograd.
Chỉ vài ngày sau khi chính quyền được thiết lập tại thủ đô, các khu vực lân cận như Tập đoàn quân số 1, Hải quân Baltic, lực lượng phòng thủ mặt trận phía bắc, phía bắc mặt trận phía tây, cũng như một phần Estonia và Latvia, đã công nhận chính quyền mới, giúp củng cố sức mạnh quân sự và uy tín. Đến giữa tháng 11, sau khi kiểm soát hoàn toàn Moskva, Hội đồng Dân ủy (Sovnarkom) đã nắm quyền trên dải lãnh thổ kéo dài từ Petrograd đến sông Volga và dãy Ural (dù vẫn còn một số vùng chưa kiểm soát), cùng với một số thị trấn rải rác ở các nơi khác. Đây là giai đoạn đầu tiên của quá trình mở rộng quyền lực, kết thúc trong vòng hai tuần.
Giai đoạn thứ hai kéo dài khoảng hai tháng, diễn ra ở các địa phương nơi Xô viết do phe Bolsevik hoặc Xã hội Cách mạng cánh tả kiểm soát. Giai đoạn này bị chi phối bởi các cuộc xung đột chính trị và các chiến dịch quân sự do chính quyền trung ương tại Moskva hoặc Petrograd phát động nhằm kiểm soát thêm lãnh thổ. Các cuộc chiến chủ yếu diễn ra ở phía nam Moskva, miền đông Ukraina (liên quan đến cuộc chiến giành độc lập của Ukraina), mặt trận tây nam, cũng như các khu vực rộng lớn thuộc Siberia và Trung Á.
Đầu năm 1918, chính quyền Xô viết đã giành được sự ủng hộ hoặc ít nhất là sự chấp thuận từ quân đội, kiểm soát hầu hết các thành phố lớn và thủ phủ tỉnh ở trung tâm nước Nga, đồng thời có quyền lực trên lý thuyết đối với phần lớn lãnh thổ của đế quốc Nga cũ. Tuy nhiên, quyền lực của họ ở các vùng tỉnh lẻ vẫn còn rất yếu.

### Sự kiện ở Moskva
Tại Moskva, cũng như ở Petrograd, lực lượng chính chống lại cuộc khởi nghĩa của những người Bolshevik là đảng Xã hội-Cách mạng (PSR), tuy nhiên cuộc đấu tranh tại đây diễn ra khốc liệt và kéo dài hơn nhiều. Theo nhà cách mạng Bukharin, cuộc xung đột tại Moskva đã khiến khoảng 5.000 người thiệt mạng.
Đảng Xã hội-Cách mạng ở Moskva có tổ chức chặt chẽ và khuynh hướng bảo thủ hơn so với tại thủ đô Petrograd. Họ được dẫn đầu bởi thị trưởng thành phố Vadim Rudnev – người đã giành chiến thắng vang dội trong cuộc bầu cử hồi tháng 6. Rudnev, vốn gần gũi với phe tự do hơn là đường lối cách mạng trước kia của đảng, ủng hộ liên minh với các đảng Kadet và các nước Đồng minh phương Tây.
Trong khi đó, những người Bolshevik tại Moskva chưa sẵn sàng cho việc giành chính quyền: họ chỉ kiểm soát Xô viết công nhân chứ chưa chi phối được Xô viết binh sĩ, lực lượng Cận vệ Đỏ cũng chưa được tổ chức đầy đủ, và không có một ủy ban quân sự cách mạng như ở Petrograd. Hai lãnh đạo chính của Bolshevik ở Moskva – Alexei Rykov và Viktor Nogin – đều thuộc phe ôn hòa, từng phản đối kế hoạch nổi dậy.
Ngay trước cách mạng, quyền lực tại Moskva bị chia cắt giữa chính quyền thành phố (trong tay PSR), Xô viết công nhân (đa số Bolshevik), Xô viết binh sĩ (vẫn do PSR nắm), và các hội đồng quận (đa số do Bolshevik kiểm soát). Khi biết tin Bolshevik giành chính quyền ở Petrograd, cả chính quyền thành phố và Xô viết Moskva đều thành lập các tổ chức quân sự riêng: “Ủy ban An ninh Công cộng” (của thành phố) và “Ủy ban Quân sự Cách mạng” (của Bolshevik). Tuy nhiên, nỗ lực của PSR nhằm huy động binh sĩ và lực lượng vũ trang không thành công vì họ đã mất sự ủng hộ của đa số công nhân và binh lính.
Bolshevik được hậu thuẫn bởi một số nghìn Cận vệ Đỏ tình nguyện và phần lớn quân đồn trú địa phương (dù không nhiệt tình), trong khi phe chống đối chủ yếu dựa vào các học viện quân sự. Tuy nhiên, nhiều sĩ quan trong đó không muốn tham chiến. Dân cư Moskva nhìn chung giữ thái độ thờ ơ, và cảnh sát cũng không hỗ trợ chính quyền thành phố.
Cuộc giao tranh bắt đầu sau khi đàm phán giữa đại tá Ryabtsev (lãnh đạo phe chống Bolshevik) và Bolshevik thất bại. Từ ngày 9–10/11, thành phố chìm trong giao tranh dữ dội. Trung tâm Moskva do Ủy ban An ninh Công cộng kiểm soát, còn các vùng công nghiệp ngoại ô thuộc về Bolshevik. Ngày 10/11, lực lượng chống cách mạng chiếm được điện Kremlin, gây ra một vụ thảm sát các binh sĩ Bolshevik – được xem là một trong những vụ tàn sát đầu tiên của thời kỳ cách mạng.
Sau đó, phe Bolshevik nhận được viện binh từ các vùng công nghiệp và Petrograd, trong khi PSR không thể ngăn dòng tiếp viện này. Mặc dù có một lệnh ngừng bắn tạm thời do sự can thiệp của công đoàn đường sắt toàn quốc (Vikzhel), phe Bolshevik đã phá vỡ lệnh ngừng bắn khi có đủ lực lượng để giành thắng lợi cuối cùng.
Chiến sự bùng nổ trở lại vào ngày 12/11 và kéo dài ba ngày nữa, phe chống đối dần bị đẩy lùi, cuối cùng chỉ cố thủ trong Tòa thị chính, Học viện quân sự Aleksandrov và Kremlin. Ngày 15/11, lực lượng Cận vệ Đỏ tấn công chiếm lại Kremlin, hành quyết một số người phòng thủ để trả thù cho vụ thảm sát trước đó. Cùng ngày, thị trưởng Rudnev đầu hàng và lực lượng của ông bị giải giới (nhưng được tha mạng).
Ủy ban An ninh Công cộng bị giải thể, và các đảng xã hội chủ nghĩa còn lại bắt đầu đàm phán hòa bình với Bolshevik, trong đó các điều kiện đầu hàng được xem là khá khoan dung.

### Cuộc cách mạng ở Siberia
Ngoại trừ một vài trường hợp hiếm hoi, việc Bolsevik giành chính quyền tại Petrograd nhìn chung không được đón nhận tích cực ở Siberia. Tại một số thành phố như Omsk và Irkutsk đã xảy ra các cuộc biểu tình trên đường phố, nhưng phần lớn khu vực này phản ứng một cách thờ ơ. Tuy vậy, theo thời gian, các cuộc bầu cử Xô viết tại địa phương dần đem lại đa số ủng hộ cho Bolsevik, giúp họ từ từ kiểm soát được khu vực. Phải đến tháng 2 năm 1918, Bolsevik mới kiểm soát hoàn toàn một số địa phương. Mặc dù các cơ quan chính quyền cũ phần lớn chỉ trích việc Bolsevik tiếp quản quyền lực, nhưng họ không đưa ra sự kháng cự hiệu quả nào.

### Dân tộc thiểu số và Cách mạng
Sau Cách mạng Tháng Mười, các phong trào đòi độc lập và tự trị của các dân tộc thiểu số trong Đế quốc Nga bùng nổ mạnh mẽ. Vào tháng 11 và 12 năm 1917, hầu hết các vùng có dân tộc thiểu số đều tuyên bố tự trị hoặc độc lập, dẫn đến xung đột không chỉ với chính quyền Xô viết mới mà còn với một bộ phận người Nga phản đối chính quyền này. Ngày 15/11/1917, chính quyền Bolshevik ban hành “Tuyên ngôn về quyền các dân tộc Nga”, do Lenin và Stalin ký, công nhận quyền tự quyết của các dân tộc.
Ở phía Tây Bắc Nga, Phần Lan tuyên bố độc lập ngày 6/12/1917 và được chính quyền Lenin công nhận vào ngày 17/1/1918. Tại Latvia, phe xã hội dân chủ thân Bolshevik chiếm ưu thế; lực lượng bộ binh súng trường Latvia đóng vai trò trụ cột trong việc ủng hộ chính quyền Lenin. Tại Estonia, xảy ra xung đột giữa phe quốc gia và phe thân Xô viết cho đến khi quân Đức chiếm đóng vào tháng 2/1918.
Phần Tây Nam (Ukraina), tình hình vô cùng phức tạp với nhiều phe tranh giành quyền lực. Rada Trung ương Ukraina ban hành “Tuyên ngôn số ba” ngày 3/12/1917, tuyên bố quyền lực trong khu vực nhưng vẫn trong khuôn khổ liên bang Nga. Sau xung đột với chính quyền Xô viết, Ukraina tuyên bố độc lập ngày 22/1/1918, nhưng sau đó Kiev bị quân Xô viết chiếm, dẫn đến chiến tranh kéo dài.
Vùng Transcaucasia (Nam Kavkaz), các lãnh đạo Armenia, Gruzia và Azerbaijan không công nhận chính quyền Bolshevik. Ngày 8/12/1917 thành lập Ủy ban Transcaucasia như chính phủ lâm thời. Sau khi Quốc hội lập hiến Nga bị giải tán, vùng này thành lập Cộng hòa Liên bang Dân chủ Transcaucasia, sau đó tách thành ba nước độc lập: Gruzia, Armenia và Azerbaijan.
Vùng Cô-dắc (Don, Kuban, Orenburg), là trung tâm chống đối chính quyền Lenin. Các khu vực như Kuban và Orenburg giữ được độc lập khỏi sự kiểm soát của Bolshevik. Vùng Don trở thành nơi tập trung lực lượng chống Bolshevik mạnh nhất – Quân Tình nguyện.
Trung Á, các lãnh đạo địa phương, đa số bảo thủ và tôn giáo, chống lại chính quyền Xô viết. Tại Tashkent, Bolshevik tuyên bố chính quyền Xô viết nhưng không nhận được ủng hộ từ dân địa phương. Các thủ lĩnh Hồi giáo thành lập chính quyền đối lập tại Kokand. Nhiều vùng Hồi giáo khác cũng tuyên bố tự trị, chờ quyết định từ Quốc hội lập hiến.
Tổng thể, quyền lực thực tế của chính phủ Lenin ở các khu vực dân tộc thiểu số là rất hạn chế, thường chỉ tồn tại ở một vài thành phố lớn. Phần lớn các khu vực này do các tổ chức dân tộc hoặc địa phương kiểm soát và ủng hộ mô hình nhà nước liên bang với quyền tự trị.

### Quân đội và Cách mạng
Mặc dù nhìn chung ủng hộ một chính phủ Xô viết, nhưng phần lớn binh lính lại mong muốn một chính phủ liên minh giữa các đảng xã hội chủ nghĩa thay vì chỉ do Bolsevik nắm quyền. Tuy nhiên, họ vẫn tán thành các chính sách đầu tiên của chính phủ do Lenin lãnh đạo. Nhờ các đại hội tổ chức tại các đơn vị quân đội, các đảng Bolsevik và Xã hội Cách mạng cánh tả dần giành được sự ủng hộ của đa số binh lính trong khoảng thời gian từ tháng 11 đến tháng 12 năm 1917. Sự ủng hộ này mạnh mẽ hơn ở các mặt trận gần thủ đô, nhưng đến cuối năm, toàn bộ quân đội đã công nhận chính phủ mới và không còn là lực lượng mà phe đối lập có thể dựa vào để chống lại Bolsevik.
Lãnh đạo Bolsevik hiểu rằng việc chấm dứt chiến tranh là điều kiện sống còn để giữ vững quyền lực. Sau khi các nước khác phớt lờ sắc lệnh hòa bình do họ ban hành, Hội đồng Dân ủy đã ra lệnh bắt đầu đàm phán đình chiến với Đức vào ngày 7 tháng 11. Tướng Nikolai Dukhonin – quyền tổng tư lệnh – từ chối chấp hành và bị cách chức. Chính phủ yêu cầu các trung đoàn cử đại biểu để đàm phán với quân đội phe Liên minh Trung tâm.
Trước khi bản đình chiến chính thức được ký vào ngày 2 tháng 12, nhiều đơn vị đã tự thỏa thuận ngừng bắn tại địa phương với quân địch. Việc ký kết đình chiến chính thức đã chấm dứt thực sự chiến tranh ở mặt trận phía Đông, qua đó củng cố tính chính danh của chính phủ Xô viết trong mắt binh lính – những người mong mỏi được về nhà. Việc giải ngũ bắt đầu diễn ra ngay trước khi năm 1917 kết thúc.
Ngoài ra, chính phủ cũng tuyên bố cải cách quân đội: chức vụ sĩ quan sẽ được bầu chọn thay vì bổ nhiệm, các cấp hàm và huy hiệu sĩ quan bị bãi bỏ, và quyền chỉ huy được chuyển cho các ủy ban do binh lính bầu ra.

## Các biện pháp ban đầu
Cuộc cách mạng Nga không chỉ là một cuộc cách mạng chính trị mà còn là một cuộc cách mạng xã hội sâu rộng. Ngay sau khi giành được chính quyền, các Ủy viên Nhân dân đã nhanh chóng ban hành hàng loạt đạo luật ảnh hưởng mạnh mẽ đến xã hội và kinh tế Nga:
- Ngày 8 tháng 11 [lịch cũ 26 tháng 10]: Thông qua Sắc lệnh về Ruộng đất, tịch thu đất đai của địa chủ chia cho nông dân.
- Ngày 11 tháng 11 [lịch cũ 29 tháng 10]: Ban hành ngày làm việc 8 tiếng – một trong những yêu sách lớn của công nhân.
- Ngày 15 tháng 11 [lịch cũ 2 tháng 11]: Ra Tuyên ngôn về quyền của các dân tộc Nga, bãi bỏ phân biệt chủng tộc và tôn giáo, khẳng định quyền tự quyết dân tộc.
- Ngày 23 tháng 11 [lịch cũ 10 tháng 11]: Bãi bỏ danh hiệu và đẳng cấp xã hội.
- Ngày 24 tháng 11 [lịch cũ 11 tháng 11]: Chuyển các trường học tôn giáo về Bộ Dân ủy Giáo dục quản lý.
- Ngày 5 tháng 12 [lịch cũ 22 tháng 11]: Thay thế tòa án cũ bằng tòa án do Xô viết chỉ định hoặc bầu.
- Ngày 31 tháng 12 [lịch cũ 18 tháng 12]: Quy định hôn nhân, ly hôn và đăng ký khai sinh, tử là các thủ tục dân sự. Xóa bỏ sự phân biệt giữa con hợp pháp và con ngoài giá thú, đảm bảo tất cả trẻ em bình đẳng trước pháp luật. Phụ nữ được công nhận quyền bình đẳng pháp lý và quyền tự do ly hôn.

Đầu năm 1918, chính quyền tuyên bố tách biệt nhà thờ và nhà nước, áp dụng lịch Gregory (từ ngày 14/2), đồng thời cấm các tổ chức tôn giáo sở hữu tài sản.
Tinh thần cải cách được thể hiện rõ ngay từ đầu: Ủy viên Nhân dân Bộ Dân ủy Giáo dục mới – Anatoli Lunacharski – bày tỏ mong muốn nhanh chóng xóa mù chữ cho người dân. Cuối tháng 11, chính phủ còn công bố kế hoạch xây dựng hệ thống an sinh xã hội bao gồm trợ cấp thất nghiệp, bệnh tật, hưu trí và tàn tật.

### Thành thị và nông thôn
Tại các thành phố, để duy trì sự ủng hộ của giai cấp công nhân, các lãnh đạo Bolshevik buộc phải đẩy nhanh việc chuyển giao quyền quản lý công nghiệp cho công nhân. Dù đa số, kể cả Lenin, muốn tiến hành chậm hơn và duy trì sự giám sát các quản lý cũ thay vì thay thế họ, việc kiểm soát của công nhân đối với nhà máy đã được hợp pháp hóa vào ngày 27 tháng 11 [lịch cũ 14 tháng 11]. Trong khi đó, ở nông thôn, sắc lệnh về đất đai hợp pháp hóa và thúc đẩy cải cách ruộng đất, do các hội đồng địa phương phụ trách. Tuy nhiên, cuộc cách mạng không có ảnh hưởng ngay lập tức đáng kể nào đến nông nghiệp. Việc phân chia đất lại làm trầm trọng thêm tình trạng thiếu lương thực, do các điền trang lớn trước đó là nguồn cung cấp nông sản chính. Những nỗ lực cải thiện nguồn cung qua việc trao đổi hàng hóa không thành công, khiến chính phủ phải cử các đội vũ trang xuống nông thôn để thu gom lương thực và giảm khẩu phần ăn ở thành thị — tương tự cách làm của chính phủ lâm thời trước đó. Dù có những cải thiện chính trị như luật hóa giám sát công nhân, tình trạng kinh tế xấu đi khiến công nhân thành thị nhanh chóng thất vọng. Cuộc khủng hoảng kinh tế cùng với quan điểm ý thức hệ đã dẫn tới việc chính phủ Bolshevik áp dụng các biện pháp tập trung và độc đoán.
Tháng 12, một cuộc đình công toàn quốc của công chức thất bại. Đầu năm 1918, Bolshevik đã kiểm soát được bộ máy hành chính, giúp củng cố quyền lực của họ. Sau khi nắm quyền, một số cựu thứ trưởng chính phủ lâm thời trước đó đã nhóm họp bí mật tại nhà của Sofia Panina, cựu thứ trưởng Giáo dục chính phủ lâm thời, để tổ chức một chính phủ thay thế, nhằm cản trở chính quyền mới. Tuy nhiên, đến cuối tháng 11, phần lớn các thành viên chính phủ cũ đã rời Petrograd, và Ủy ban Cứu quốc và Cách mạng bị giải tán.
Ngày 15 tháng 12 [lịch cũ 2 tháng 12], Hội đồng Kinh tế Tối cao được thành lập để điều phối kinh tế quốc gia, với quyền quốc hữu hóa các ngành công nghiệp. Ngày 27 tháng 12 [lịch cũ 14 tháng 12], các ngân hàng bị quốc hữu hóa, sau đó là tịch thu vàng tư nhân, cấm giao dịch cổ phiếu và trả cổ tức vào cuối tháng 12. Đến ngà y10 tháng 2, chính phủ tuyên bố không trả nợ công.

### Nội chiến Nga
Chính phủ của Lenin đã nhanh chóng thực hiện các biện pháp đàn áp sau khi lên nắm quyền, mở đầu cho một thời kỳ mới đầy khốc liệt. Ngày 9 tháng 11 [lịch cũ 27 tháng 10], Hội đồng Dân ủy ban hành luật đầu tiên là kiểm duyệt báo chí, với lý do chống lại các thế lực phản cách mạng. Cả chính phủ và Ủy ban Quân sự Cách mạng đều dùng vũ lực trấn áp những người phản đối và bị nghi ngờ phản đối chính quyền.
Các nỗ lực của phái Xã hội Cách mạng Cánh tả và một số người Bolshevik nhằm loại bỏ sự đàn áp đã bị bác bỏ, khiến họ rút khỏi chính phủ, và bốn ủy viên nhân dân Bolshevik từ chức.
Sau cuộc bầu cử Quốc hội Lập hiến, nơi Đảng Dân chủ Lập hiến (Kadet) giành kết quả tốt ở Petrograd và Moskva, chính phủ Bolshevik đã bắt giữ một số lãnh đạo Kadet và phá hủy văn phòng của họ. Ngày 11 tháng 12 [lịch cũ 28 tháng 11], chính phủ ra lệnh bắt giữ các thành viên Kadet, gọi họ là “kẻ thù của nhân dân”, và sau đó cấm luôn đảng này.
Trước sự chỉ trích từ một số thành viên trong Ủy ban Chấp hành Trung ương Toàn Nga, chính phủ vẫn tăng cường đàn áp và ngày 19 tháng 12 [lịch cũ 6 tháng 12], Lenin giao cho Feliks Dzerzhinsky thành lập kế hoạch chống “phá hoại và phản cách mạng”. Ngày hôm sau, chính phủ thông qua đề xuất này và thành lập Cheka – Ủy ban Đặc biệt chống Phá hoại và Phản cách mạng – công cụ chính của chính sách khủng bố chính trị, tiền thân cơ quan mật vụ sau này.
Các tòa án cách mạng cũng được thành lập để xét xử những người bị cáo buộc phản cách mạng.
Quan hệ với các nước Đồng minh rất tồi tệ từ đầu, khi họ không công nhận chính phủ Bolshevik và tức giận vì Lenin từ chối trả nợ nước Nga trước kia. Cuối năm 1917 và đầu năm 1918, một số sự cố ngoại giao nhỏ đã xảy ra.
Mặc dù ban đầu có phản đối, nhưng lực lượng này bị chia rẽ, không được quần chúng ủng hộ – trong khi người dân lúc đầu ủng hộ chính phủ Lenin. Khi các tổ chức chống chính phủ bị đàn áp và các cuộc nổi dậy phản cách mạng thất bại, phe đối lập kỳ vọng vào Quốc hội Lập hiến Nga để lật đổ chính quyền Bolshevik. Tuy nhiên, sau khi chỉ họp một phiên duy nhất, Quốc hội đã bị giải tán bằng vũ lực.
Hành động này khiến phe đối lập từ bỏ đấu tranh hợp pháp và dẫn đến các cuộc đụng độ đầu tiên trong nội chiến Nga.

## Đánh giá
Nguyên nhân thắng lợi của Cách mạng tháng Mười Nga là do đường lối đấu tranh và sách lược đúng đắn của Đảng Bolshevik mà lãnh đạo là Lenin, biết phát huy sức mạnh quần chúng đang chịu nhiều khổ cực do chiến tranh đế quốc. Ngoài ra, cuộc cách mạng nổ ra trong hoàn cảnh quốc tế hết sức thuận lợi, khi các nước đế quốc đang tham gia vào Chiến tranh thế giới thứ nhất, không có điều kiện can thiệp vào nước Nga.

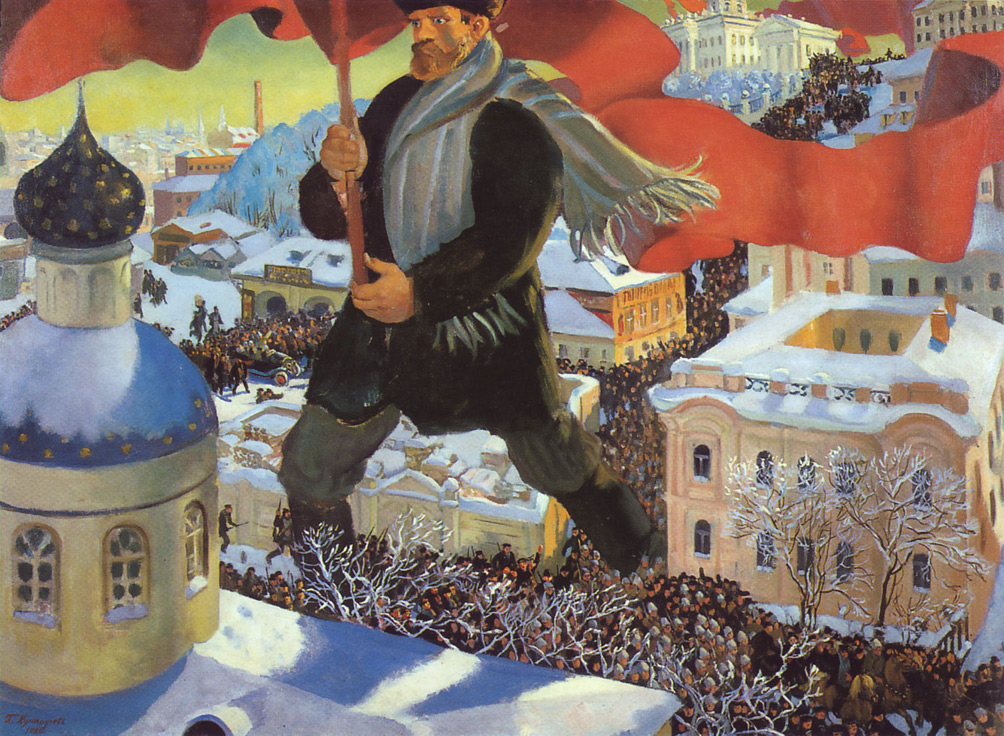
Bolshevik (1920), tranh của Boris Kustodiev

Với những người cộng sản và phong trào giải phóng dân tộc chịu ảnh hưởng của cuộc cách mạng, Cách mạng tháng Mười Nga là cuộc cách mạng xã hội chủ nghĩa, do giai cấp vô sản tiến hành. Thắng lợi của cuộc cách mạng đã hình thành nhà nước chuyên chính vô sản đầu tiên trên thế giới, đưa nước Nga đi theo con đường xây dựng chủ nghĩa xã hội. Cách mạng tháng Mười đã giải phóng các dân tộc thiểu số trên Đế quốc Nga khỏi thân phận phụ thuộc, bị chế độ Sa hoàng áp bức, bóc lột. Sau cuộc cách mạng này, hàng loạt nhà nước của các dân tộc bị áp bức trên lãnh thổ nước Nga ra đời. Ngoài ra, Cách mạng tháng Mười Nga còn cổ vũ mạnh mẽ phong trào đấu tranh của giai cấp công nhân quốc tế và nhân dân các nước thuộc địa, mở ra con đường cải biến chủ nghĩa tư bản và giải phóng các dân tộc bị áp bức.
Nhà nghiên cứu văn hóa P.B. Churbanov tuyên bố Cách mạng tháng Mười là cuộc cách mạng vĩ đại, cuộc cách mạng ấy diễn ra là tất yếu và trong thời điểm lịch sử đó, không ai ngoài những người Bolshevik có thể giữ vững được chính quyền. Học giả A. Kesler, tác giả của rất nhiều cuốn sách về đề tài chính trị và lịch sử, cũng đồng tình với ý kiến ấy, rằng Cách mạng tháng Mười Nga bùng nổ là tất yếu, hợp với quy luật phát triển của lịch sử, bởi lẽ, từ thời điểm đó hình thức tồn tại kiểu chế độ Nga hoàng đã lỗi thời, không còn hướng phát triển. Giáo sư, Tiến sĩ Sử học, Chính trị gia B.Ph. Slavin với bài phát biểu có nhan đề đầy hứa hẹn nhiều điều thú vị "Cách mạng: huyền thoại và hiện thực", đã khẳng định rằng Chính biến tháng Mười là đỉnh cao của việc giải quyết các vấn đề xã hội chính trị mà vào giai đoạn đó, chính quyền Nga hoàng mục nát không thể giải quyết được. Cuộc cách mạng này đã đưa nhân dân đến với sự bình đẳng giữa các công dân trong xã hội, sự thống nhất và đoàn kết giữa các dân tộc..
Có một số người theo chủ nghĩa chống cộng như nhà văn Ivan Shmelev gọi đó là cuộc tàn sát, còn Vasily Rozanov thì gọi nó là Vụ cướp bóc, hoặc một số con chiên của Giáo hội Chính Thống giáo Nga coi đây như một ngày quốc tang.. Một số nhà sử học phương Tây thì xem Cách mạng tháng Mười là một cuộc đảo chính bạo lực đã thiết lập nên một nhà nước toàn trị ở nước Nga. Nhưng tựu trung, không thể phủ nhận Cách mạng tháng Mười có thể thành công được là nhờ được nhân dân Nga ủng hộ. Có quan điểm cho rằng "Trong chiến tranh, người chiến thắng là kẻ trong thời điểm lịch sử cụ thể ấy đang nắm giữ chân lý. Và thời điểm năm 1917 xa xưa, Hồng quân đã thắng.". Nhờ sự ủng hộ của nhân dân mà nhà nước Soviet non trẻ mới có thể huy động được lực lượng để đập tan các nhóm chống cách mạng trong nước, và còn đánh thắng được cuộc can thiệp vũ trang của 14 nước đế quốc, đó là điều không ai có thể phủ nhận được.

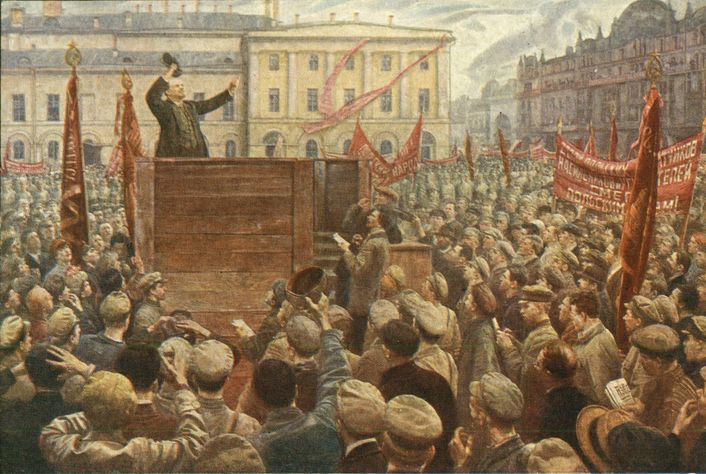
Lenin diễn thuyết trong sự ủng hộ của binh sĩ Hồng quân.

Trong một cuộc thăm dò dư luận gần đây nhất, tiến hành vào ngày 12 tháng 1 năm 2008, Trung tâm Phân tích Levada đã đưa ra các số liệu: 57% số người dân Nga được hỏi ý kiến cho rằng: Cách mạng tháng Mười Nga đã đem lại lợi ích cho nhân dân Nga. 26% người được hỏi tin tưởng: cách mạng đã mở ra một kỷ nguyên mới trong lịch sử nước Nga, 31% cho rằng Cách mạng đem đến sự nhảy vọt cho nền kinh tế và xã hội Nga. Số người cho rằng Cách mạng tháng Mười kìm hãm sự phát triển của nhân dân chỉ có 16%; số người cho đó là một sự kiện tiêu cực chỉ là 15%.
Trên phạm vi thế giới, Cách mạng tháng Mười là một trong những sự kiện có ảnh hưởng lớn nhất trong thế kỷ XX. Nó đánh dấu việc ra đời của Nhà nước Liên Xô, một nhà nước ủng hộ phong trào cộng sản và công cuộc đấu tranh giải phóng dân tộc của các nước thuộc địa. Liên Xô đã thúc đẩy chủ nghĩa cộng sản lan rộng ra toàn thế giới buộc các nước phương Tây phải cải cách nền kinh tế - chính trị - xã hội của mình để thích nghi với hoàn cảnh mới. Trung Hoa Dân quốc tiến hành Bắc phạt, kiểm soát chính quyền trung ương và phát triển nhờ sự giúp đỡ của Liên Xô trong khi các nước phương Tây đang cướp bóc và xâm chiếm lãnh thổ Trung Quốc đều từ chối giúp đỡ Tôn Trung Sơn. Sau thế chiến thứ II, trong xu hướng phi thực dân hóa toàn cầu, Liên Xô đã hỗ trợ rất nhiều về vật chất và ngoại giao để giúp các nước thuộc địa giành độc lập. Nhiều nước khác ở châu Á, châu Phi và khu vực Mỹ Latin đã nhận được sự hỗ trợ chính trị và viện trợ kinh tế - quân sự của Liên Xô trong quá trình đấu tranh chống chủ nghĩa thực dân. Điều này giúp Liên Xô có thêm đồng minh, mở rộng ảnh hưởng để cạnh tranh với Mỹ. Đến những năm 1970 thì hệ thống thuộc địa của thực dân phương Tây đã bị tan rã sau 300 năm tồn tại.
Năm 1927, trong cuốn sách Sách giáo khoa lý luận chính trị đầu tiên của cách mạng Việt Nam – Đường cách mệnh, nhà cách mạng Việt Nam Nguyễn Ái Quốc (1890–1969) giới thiệu tính chất và kinh nghiệm những cuộc cách mạng đã diễn ra trong lịch sử thế giới. Đặc biệt, đối với cuộc Cách mạng tháng Mười Nga, ông coi đó là con đường giải phóng cho dân tộc khỏi ách thực dân:
Dân khổ quá hay làm bạo động, như dân An Nam ở Trung Kỳ kháng thuế, Hà Thành đầu độc, Nam Kỳ phá khám; không có chủ nghĩa, không có kế hoạch, đến nỗi thất bại mãi. Vậy Kách mệnh phải giảng giải lý luận và chủ nghĩa cho dân hiểu... Trong thế giới bây giờ chỉ có kách mệnh Nga là đã thành công, và thành công đến nơi, nghĩa là dân chúng được hưởng cái hạnh phúc tự do, bình đẳng thật, không phải tự do và bình đẳng giả dối như đế quốc chủ nghĩa Pháp khoe khoang bên An Nam. Kách mệnh Nga đã đuổi được vua, tư bản, địa chủ rồi, lại ra sức cho công, nông các nước và dân bị áp bức các thuộc địa làm kách mệnh để đập đổ tất cả đế quốc chủ nghĩa và tư bản trong thế giới. Kách mệnh Nga dạy cho chúng ta rằng muốn kách mệnh thành công thì phải dân chúng (công nông) làm gốc, phải có đảng vững bền, phải bền gan, phải hy sinh, phải thống nhất. Nói tóm lại là phải theo chủ nghĩa Mã Khắc Tư và Lê-nin
50 năm sau cuộc Cách mạng Tháng Mười, Hồ Chí Minh nhớ lại:
| “             | Càng nhớ lại những ngày tủi nhục mất nước, nhớ lại mỗi bước đường đấu tranh cách mạng đầy hy sinh gian khổ mà cũng đầy thắng lợi vẻ vang thì giai cấp công nhân và nhân dân Việt Nam càng thấm thía công ơn to lớn của Lê-nin và Cách mạng Tháng Mười. | ” |
| — Hồ Chí Minh | |   |

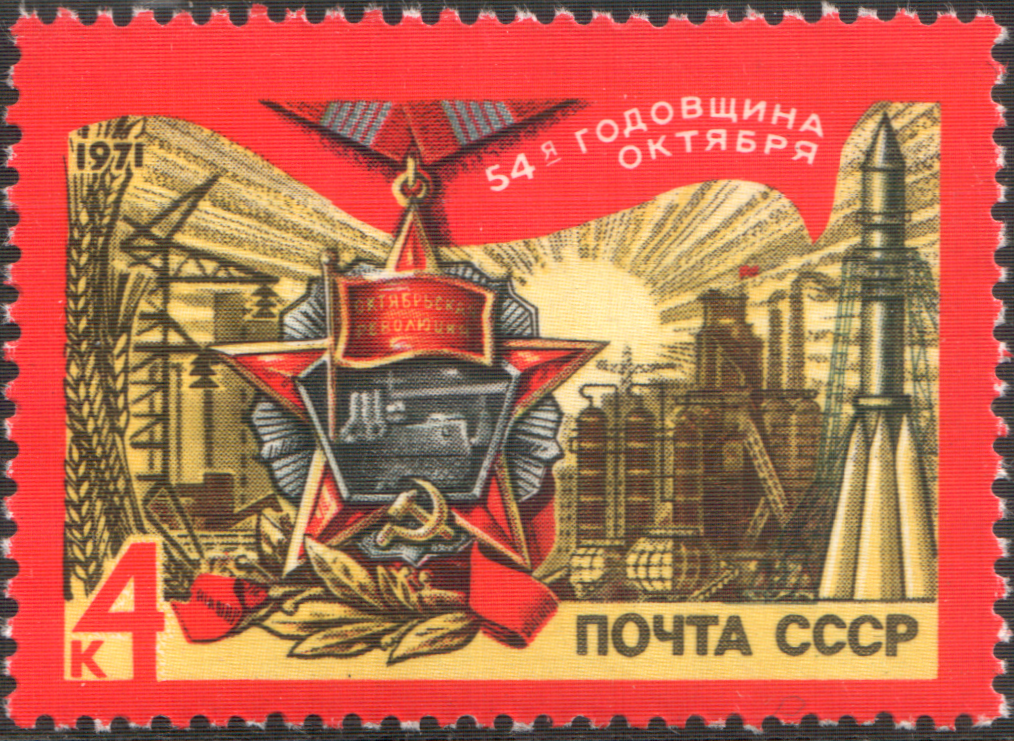
Tem thư kỷ niệm Cách mạng tháng Mười, trong đó mô tả những thành tựu của Cách mạng

Với việc Cách mạng Tháng 10 nổ ra và sự thành lập Nhà nước Xô viết, lịch sử thế giới lần đầu tiên xuất hiện một kiểu Nhà nước mới, cùng những chính sách hướng đến lợi ích của người lao động và công bằng xã hội: quyền bình đẳng của phụ nữ, cấm phân biệt chủng tộc, quyền làm việc 8 giờ/ngày, cấm sa thải lao động vô cớ, trợ cấp cho người già và người tàn tật, giáo dục và y tế miễn phí... Đây là những chính sách mà các nước phương Tây cùng thời kỳ chưa hề có. Sự ra đời và tồn tại của Nhà nước Xô viết đã tạo ra áp lực khiến các nước tư bản phương Tây tư bản phải tự cải cách, mở rộng các quyền lợi của người lao động và phúc lợi xã hội. Ngày nay, nhiều chính sách của Nhà nước Xô viết đã được các nhà nước hiện đại tiếp thu, trở thành giá trị phổ quát ngay cả ở các nước phương Tây vốn từng muốn dập tắt cuộc Cách mạng.
Tổng thống đầu tiên của Liên bang Nga sau khi Liên Xô tan rã, Boris Yeltsin đổi ngày kỷ niệm Cách mạng Tháng 10 thành ngày của Đồng lòng và Hòa giải. Năm 2006, Putin đã đi xa hơn bằng cách thay đổi ngày nghỉ đến ngày 4 tháng 11 và đổi tên là Ngày thống nhất để kỷ niệm ngày giải phóng Moscow khỏi quân xâm lược Ba Lan vào năm 1612, nhưng đến năm 2009 thì ông lấy lại ngày 7/11 và gọi đó là "Ngày vinh quang chiến đấu". Kể từ năm 2005, ngày 7/11 không còn là một ngày nghỉ quốc gia ở Nga nữa, nhưng các nghi lễ kỷ niệm tiếp tục được thực hiện, bao gồm việc quân đội Nga duyệt binh trong trang phục Xô viết ở Quảng trường Đỏ. Tại Belarus thì ngày Cách mạng Tháng Mười vẫn là một ngày nghỉ lễ chính thức.
Ngày 6/12/2016, Tổng thống Nga Vladimir Putin đã ký sắc lệnh chính phủ về việc tổ chức Lễ kỷ niệm 100 năm cuộc Cách mạng Nga, Bộ Văn hoá Nga có trách nhiệm tổ chức các sự kiện kỷ niệm nhân dịp này
Năm 2017, kỷ niệm 100 năm Cách mạng Tháng Mười tại Nga năm 2017, Tổng thống Vladimir Putin không trực tiếp tham gia những sự kiện trong tuần lễ kỷ niệm do Đảng Cộng sản Nga tổ chức nhưng ông cũng không phản đối, tờ BBC cho rằng ông không thích khẩu hiệu "Cách mạng sống mãi" của họ vì nó làm ảnh hưởng tới sự nắm quyền của ông Trong diễn văn của ông tại Câu lạc bộ thảo luận quốc tế Valdai ở Sochi ngày 19 tháng 10 năm 2017, Putin phát biểu:
| “ | "Ngày hôm nay, khi chúng ta quay lại các bài học của thế kỷ trước, tức Cách mạng Nga 1917, chúng ta thấy những kết quả của nó phức tạp ra sao. Những sự kiện đó mang lại kết quả tiêu cực, và chúng ta cũng phải thừa nhận cả kết quả tích cực, đan xen với nhau... Tuy nhiên, mô hình xã hội và ý thức hệ nói chung không tưởng đó, mà nhà nước (Liên Xô) mới thành lập cố gắng thực hiện lúc đầu sau cách mạng 1917, đã là đầu máy tạo chuyển hóa mạnh mẽ trên toàn thế giới (điều này là rõ ràng và cũng phải thừa nhận), mô hình đó đã khiến người ta phải đánh giá lại các mô hình phát triển, tạo ra cạnh tranh và mâu thuẫn, từ đó tạo ra lợi ích mà theo tôi phần lớn do phương Tây được hưởng... Nhiều thành tựu của phương Tây trong thế kỷ 20 là phản ứng trước thách thức của Liên Xô. Tôi đang nói về việc nâng cao chất lượng sống, hình thành giới trung lưu, cải tổ thị trường lao động và không gian xã hội, thúc đẩy giáo dục, đảm bảo nhân quyền gồm cả quyền cho người thiểu số và phụ nữ, vượt qua phân biệt chủng tộc mà quý vị hãy nhớ đã từng là hành vi xấu hổ ở nhiều nước kể cả Mỹ, chỉ vài thập niên trước đây." | ” |

Năm 2017, nhân việc kỷ niệm 100 năm Cách mạng Tháng Mười, Đảng Cộng sản Liên bang Nga tuyên bố:
{{cquote|Các sự kiện trong tháng 10 năm 1917 không chỉ làm rung chuyển thế giới bởi quy mô và độ hùng vĩ tuyệt vời của nó, mà còn đặt nền móng cho sự duy trì, phát triển ổn định và tiến bộ của thế giới, hướng tới sự chấm dứt nạn bóc lột giữa con người với con người, xây dựng một xã hội công bằng và chủ nghĩa xã hội. Bằng cách đưa ra những giải pháp cho những thách thức đáng gờm của thế kỷ 20 (thông qua hiện thân là Liên bang Xô viết), Cách mạng Tháng Mười vĩ đại đã chứng minh cho thế giới sức sống của chủ nghĩa xã hội:
Cách mạng Tháng Mười đã biến một cuộc chiến tranh đế quốc thành một cuộc đấu tranh chống lại sự đàn áp, đánh dấu sự khởi đầu của một phong trào quần chúng vì chủ nghĩa xã hội ở các nơi khác nhau của thế giới.
Cách mạng Tháng Mười đã đánh bại biến thể phản động nhất của chủ nghĩa đế quốc, đó là chủ nghĩa phát xít.
Cách mạng Tháng Mười đã phá hủy hệ thống thuộc địa trên thế giới, mở đường cho sự phát triển bình đẳng của mọi người dân thuộc các sắc tộc và tín ngưỡng khác nhau.
Cách mạng Tháng Mười đã chiếu sáng con đường của nhân loại tiến vào kỷ nguyên thám hiểm không gian vũ trụ.
Cách mạng Tháng Mười đã tạo ra con đường để khai thác năng lượng hạt nhân và sử dụng nó vào mục đích hòa bình.
Cách mạng Tháng Mười mở ra cho mọi người con đường phía trước, hướng tới hòa bình và tiến bộ.